# Административно-территориальное деление Волгоградской области

## Административно-территориальное устройство
Согласно Уставу Волгоградской области и Закону «Об административно-территориальном устройстве Волгоградской области», субъект РФ включает следующие административно-территориальные единицы:
- 6 городов областного значения
- 33 района, в том числе
  - 13 городов районного подчинения
  - 17 рабочих посёлков (посёлков городского типа)
  - 465 сельсоветов
    - 1458 сельских населённых пунктов.

Административным центром Волгоградской области является город-герой Волгоград.

### Перечень административно-территориальных единиц
Номера административно-территориальных единиц приведены в соответствии с тем порядком, в каком они перечислены в Уставе Волгоградской области (статья 6).

#### Перечень районов
| №  | Район                   | Админ. центр           | Код ОКАТО | Площадь, км² | Население, чел. (2021) | Место по населению | Соответствующее муниципальное образование | Закон       |
| -- | ----------------------- | ---------------------- | --------- | ------------ | ---------------------- | ------------------ | ----------------------------------------- | ----------- |
| 1  | Алексеевский район      | станица Алексеевская   | 18 202    | 2 297,16     | 15 280                 | 28                 | Алексеевский муниципальный район          | [ 2 ] [ 3 ] |
| 2  | Быковский район         | пгт Быково             | 18 204    | 3 410,16     | 25 166                 | 18                 | Быковский муниципальный район             | [ 2 ] [ 3 ] |
| 3  | Городищенский район     | пгт Городище           | 18 205    | 2 180,91     | 60 125                 | 2                  | Городищенский муниципальный район         | [ 2 ] [ 3 ] |
| 4  | Даниловский район       | пгт Даниловка          | 18 206    | 2 960,74     | 13 061                 | 31                 | Даниловский муниципальный район           | [ 2 ] [ 3 ] |
| 5  | Дубовский район         | город Дубовка          | 18 208    | 3 140,46     | 29 373                 | 16                 | Дубовский муниципальный район             | [ 2 ] [ 3 ] |
| 6  | Еланский район          | пгт Елань              | 18 210    | 2 667,00     | 29 138                 | 14                 | Еланский муниципальный район              | [ 2 ] [ 3 ] |
| 7  | Жирновский район        | город Жирновск         | 18 212    | 2 969,69     | 37 173                 | 6                  | Жирновский муниципальный район            | [ 2 ] [ 3 ] |
| 8  | Иловлинский район       | пгт Иловля             | 18 214    | 4 155,39     | 32 164                 | 11                 | Иловлинский муниципальный район           | [ 2 ] [ 3 ] |
| 9  | Калачёвский район       | город Калач-на-Дону    | 18 216    | 4 225,33     | 52 029                 | 3                  | Калачёвский муниципальный район           | [ 2 ] [ 3 ] |
| 10 | Камышинский район       | город Камышин          | 18 218    | 3 563,04     | 41 030                 | 5                  | Камышинский муниципальный район           | [ 2 ] [ 3 ] |
| 11 | Киквидзенский район     | станица Преображенская | 18 220    | 2 070,80     | 14 982                 | 27                 | Киквидзенский муниципальный район         | [ 2 ] [ 3 ] |
| 12 | Клетский район          | станица Клетская       | 18 222    | 3 555,16     | 16 485                 | 26                 | Клетский муниципальный район              | [ 2 ] [ 3 ] |
| 13 | Котельниковский район   | город Котельниково     | 18 224    | 3 471,14     | 37 316                 | 8                  | Котельниковский муниципальный район       | [ 2 ] [ 3 ] |
| 14 | Котовский район         | город Котово           | 18 226    | 2 478,58     | 30 242                 | 12                 | Котовский муниципальный район             | [ 2 ] [ 3 ] |
| 15 | Кумылженский район      | станица Кумылженская   | 18 246    | 2 957,75     | 18 189                 | 23                 | Кумылженский муниципальный район          | [ 2 ] [ 3 ] |
| 16 | Ленинский район         | город Ленинск          | 18 230    | 2 600,20     | 27 976                 | 13                 | Ленинский муниципальный район             | [ 2 ] [ 3 ] |
| 17 | Михайловский район      | город Михайловка       | 18 232    | 3 660,00     | 24 943                 | 19                 | муниципальный округ город Михайловка      | [ 2 ] [ 3 ] |
| 18 | Нехаевский район        | станица Нехаевская     | 18 234    | 2 177,49     | 13 350                 | 33                 | Нехаевский муниципальный район            | [ 2 ] [ 3 ] |
| 19 | Николаевский район      | город Николаевск       | 18 236    | 3 436,36     | 28 914                 | 15                 | Николаевский муниципальный район          | [ 2 ] [ 3 ] |
| 20 | Новоаннинский район     | город Новоаннинский    | 18 238    | 3 081,18     | 32 734                 | 10                 | Новоаннинский муниципальный район         | [ 2 ] [ 3 ] |
| 21 | Новониколаевский район  | пгт Новониколаевский   | 18 240    | 2 363,30     | 20 016                 | 21                 | Новониколаевский муниципальный район      | [ 2 ] [ 3 ] |
| 22 | Октябрьский район       | пгт Октябрьский        | 18 242    | 3 811,07     | 20 676                 | 22                 | Октябрьский муниципальный район           | [ 2 ] [ 3 ] |
| 23 | Ольховский район        | село Ольховка          | 18 243    | 3 225,60     | 16 383                 | 25                 | Ольховский муниципальный район            | [ 2 ] [ 3 ] |
| 24 | Палласовский район      | город Палласовка       | 18 245    | 12361,09     | 39 093                 | 4                  | Палласовский муниципальный район          | [ 2 ] [ 3 ] |
| 25 | Руднянский район        | пгт Рудня              | 18 247    | 1 946,58     | 14 738                 | 30                 | Руднянский муниципальный район            | [ 2 ] [ 3 ] |
| 26 | Светлоярский район      | пгт Светлый Яр         | 18 249    | 3 185,00     | 34 550                 | 7                  | Светлоярский муниципальный район          | [ 2 ] [ 3 ] |
| 27 | Серафимовичский район   | город Серафимович      | 18 250    | 4 323,53     | 22 481                 | 20                 | Серафимовичский муниципальный район       | [ 2 ] [ 3 ] |
| 28 | Среднеахтубинский район | пгт Средняя Ахтуба     | 18 251    | 1 957,16     | 61 967                 | 1                  | Среднеахтубинский муниципальный район     | [ 2 ] [ 3 ] |
| 29 | Старополтавский район   | село Старая Полтавка   | 18 252    | 4 076,77     | 17 231                 | 24                 | Старополтавский муниципальный район       | [ 2 ] [ 3 ] |
| 30 | Суровикинский район     | город Суровикино       | 18 253    | 3 399,26     | 32 808                 | 9                  | Суровикинский муниципальный район         | [ 2 ] [ 3 ] |
| 31 | Урюпинский район        | город Урюпинск         | 18 254    | 3 459,63     | 24 302                 | 17                 | Урюпинский муниципальный район            | [ 2 ] [ 3 ] |
| 32 | Фроловский район        | город Фролово          | 18 256    | 3 258,87     | 14 028                 | 32                 | Фроловский муниципальный район            | [ 2 ] [ 3 ] |
| 33 | Чернышковский район     | пгт Чернышковский      | 18 258    | 3 079,96     | 13 474                 | 29                 | Чернышковский муниципальный район         | [ 2 ] [ 3 ] |

 Примечание. Курсивом в таблице выделены города, являющиеся административными центрами районов, но сами не входящие в них.

#### Перечень городов областного значения
| № | Город областного подчинения | Админ. центр | Код ОКАТО | Площадь, км² | Население, чел. (2025) | Место по населению | Соответствующее муниципальное образование | Закон       |
| - | --------------------------- | ------------ | --------- | ------------ | ---------------------- | ------------------ | ----------------------------------------- | ----------- |
| 1 | Волгоградприм. 1            | Волгоград    | 18 401    | 859,35       | 1 012 219              | 1                  | городской округ город Волгоград           | [ 2 ] [ 3 ] |
| 2 | Волжскийприм. 2             | Волжский     | 18 410    | 228,90       | 313 034                | 2                  | городской округ город Волжский            | [ 2 ] [ 3 ] |
| 3 | Камышин                     | Камышин      | 18 415    | 117,97       | 104 220                | 3                  | городской округ город Камышин             | [ 2 ] [ 3 ] |
| 4 | Михайловкаприм. 3           | Михайловка   | 18 420    | 62,93        | 59 592                 | 4                  | городской округ город Михайловка          | [ 2 ] [ 3 ] |
| 5 | Урюпинск                    | Урюпинск     | 18 425    | 39,32        | 36 669                 | 5                  | городской округ город Урюпинск            | [ 2 ] [ 3 ] |
| 6 | Фролово                     | Фролово      | 18 428    | 58,36        | 35 661                 | 6                  | городской округ город Фролово             | [ 2 ] [ 3 ] |

1.↑  Административно город Волгоград делится на восемь районов, не являющихся самостоятельными административными единицами: Тракторозаводский (с пгт Водстрой); Краснооктябрьский; Дзержинский (с пгт Гумрак (Волгоград)); Центральный; Ворошиловский; Советский (с пгт Горьковский); Кировский; Красноармейский (с пгт Южный). В 2010 году все населённые пункты, подчинявшиеся Волгограду и входившие ранее в городской округ г. Волгоград, были административно объединены с городом Волгоградом.
2.↑  Городу Волжскому до 2012 года подчинялся (в состав Волжского городского округа входил) пгт Краснооктябрьский, в 2012 году он был включён в черту города Волжского и исключен из перечня единиц административно-территориального деления.
3.↑  Городу областного значения Михайловка подчинён пгт Себрово. В состав городского округа город Михайловка, кроме города и пгт, входят также 54 сельских населённых пункта бывшего Михайловского муниципального района, которые составляют административно-территориальную единицу Михайловский район с исключительно сельским населением.

## Муниципальное устройство
Для осуществления местного самоуправления в рамках муниципального устройства, в границах административно-территориальных единиц области на 1 января 2019 года выделяются 475 муниципальных образований, в том числе:
- 6 городских округов,
- 32 муниципальных района, в состав которых входят:
  - 408 сельских поселений
  - 29 городских поселений.

На 20 мая 2019 года (после упразднения ряда сельских поселений в Даниловском, Жирновском, Киквидзенском, Палласовском и Урюпинском районах) в Волгоградской области выделялось 466 муниципальных образований, в том числе:
- 6 городских округов
- 32 муниципальных района, в состав которых входят:
  - 399 сельских поселений
  - 29 городских поселений.

### Городские округа и муниципальные районы
| №                    | Название          | Флаг | Герб | Площадь, км² | Население, чел. | Админ. центр           |
| -------------------- | ----------------- | ---- | ---- | ------------ | --------------- | ---------------------- |
| Городские округа     |                   |      |      |              |                 |                        |
| I                    | город Волгоград   |      |      | 859,35       | ↘1 012 219      | город Волгоград        |
| II                   | город Волжский    |      |      | 150          | ↘313 034        | город Волжский         |
| III                  | город Камышин     |      |      | 117,97       | ↘104 220        | город Камышин          |
| IV                   | город Михайловка  |      |      | 3 685,44     | ↘84 535         | город Михайловка       |
| V                    | город Урюпинск    |      |      | 39,32        | ↘36 669         | город Урюпинск         |
| VI                   | город Фролово     |      |      | 58,36        | ↘35 661         | город Фролово          |
| Муниципальные районы |                   |      |      |              |                 |                        |
| 1                    | Алексеевский      |      |      | 2 297,16     | ↘15 280         | станица Алексеевская   |
| 2                    | Быковский         |      |      | 3 410,16     | ↗25 166         | пгт Быково             |
| 3                    | Городищенский     |      |      | 2 180,91     | ↘60 125         | пгт Городище           |
| 4                    | Даниловский       |      |      | 2 960,74     | ↘13 061         | пгт Даниловка          |
| 5                    | Дубовский         |      |      | 3 140,46     | ↗29 373         | город Дубовка          |
| 6                    | Еланский          |      |      | 2 667,00     | ↗29 138         | пгт Елань              |
| 7                    | Жирновский        |      |      | 2 969,69     | ↘37 173         | город Жирновск         |
| 8                    | Иловлинский       |      |      | 4 155,39     | ↘32 164         | пгт Иловля             |
| 9                    | Калачёвский       |      |      | 4 225,33     | ↗52 029         | город Калач-на-Дону    |
| 10                   | Камышинский       |      |      | 3 563,04     | ↗41 030         | город Камышин          |
| 11                   | Киквидзенский     |      |      | 2 070,80     | ↘14 982         | станица Преображенская |
| 12                   | Клетский          |      |      | 3 555,16     | ↘16 485         | станица Клетская       |
| 13                   | Котельниковский   |      |      | 3 471,14     | ↗37 316         | город Котельниково     |
| 14                   | Котовский         |      |      | 2 444,34     | ↗30 242         | город Котово           |
| 15                   | Кумылженский      |      |      | 2 977        | ↘18 189         | станица Кумылженская   |
| 16                   | Ленинский         |      |      | 4 000        | ↘27 976         | город Ленинск          |
| 17                   | Нехаевский        |      |      | 2 182,54     | ↗13 350         | станица Нехаевская     |
| 18                   | Николаевский      |      |      | 3 436,36     | ↗28 914         | город Николаевск       |
| 19                   | Новоаннинский     |      |      | 3 083,89     | ↗32 734         | город Новоаннинский    |
| 20                   | Новониколаевский  |      |      | 2 363,30     | ↘20 016         | пгт Новониколаевский   |
| 21                   | Октябрьский       |      |      | 3 811,07     | ↗20 676         | пгт Октябрьский        |
| 22                   | Ольховский        |      |      | 3 225,60     | ↘16 383         | село Ольховка          |
| 23                   | Палласовский      |      |      | 12 361,09    | ↗39 093         | город Палласовка       |
| 24                   | Руднянский        |      |      | 1 946,58     | ↗14 738         | пгт Рудня              |
| 25                   | Светлоярский      |      |      | 3 185,00     | ↘34 550         | пгт Светлый Яр         |
| 26                   | Серафимовичский   |      |      | 4 323,53     | ↘22 481         | город Серафимович      |
| 27                   | Среднеахтубинский |      |      | 1957,16      | ↗61 967         | пгт Средняя Ахтуба     |
| 28                   | Старополтавский   |      |      | 4 076,77     | ↘17 231         | село Старая Полтавка   |
| 29                   | Суровикинский     |      |      | 3 399,27     | ↗32 808         | город Суровикино       |
| 30                   | Урюпинский        |      |      | 3 466,39     | ↘24 302         | город Урюпинск         |
| 31                   | Фроловский        |      |      | 3 258,87     | ↗14 028         | посёлок Пригородный    |
| 32                   | Чернышковский     |      |      | 3 079,96     | ↘13 474         | пгт Чернышковский      |

### Перечень муниципальных образований Волгоградской области
Каждому муниципальному образованию присвоены коды ОКТМО. Перечень составлен в порядке возрастания кода ОКТМО.
| № п/п | № п/п | Тип                 | Название              | Административный центр                                 | Код ОКТМО   | Население чел. (2021) |
| ----- | ----- | ------------------- | --------------------- | ------------------------------------------------------ | ----------- | --------------------- |
| 1     | 1     | муниципальный район | Алексеевский          | станица Алексеевская                                   | 18 602 000  | 15 280                |
| 2     | 1     | сельское поселение  | Алексеевское          | станица Алексеевская                                   | 18 602 405  | 3677                  |
| 3     | 2     | сельское поселение  | Аржановское           | станица Аржановская                                    | 18 602 408  | 712                   |
| 4     | 3     | сельское поселение  | Большебабинское       | хутор Большой Бабинский                                | 18 602 410  | 467                   |
| 5     | 4     | сельское поселение  | Краснооктябрьское     | посёлок Красный Октябрь                                | 18 602 412  | 725                   |
| 6     | 5     | сельское поселение  | Ларинское             | хутор Ларинский                                        | 18 602 416  | 700                   |
| 7     | 6     | сельское поселение  | Поклоновское          | хутор Поклоновский                                     | 18 602 420  | 543                   |
| 8     | 7     | сельское поселение  | Шарашенское           | хутор Шарашенский                                      | 18 602 424  | 738                   |
| 9     | 8     | сельское поселение  | Рябовское             | хутор Рябовский                                        | 18 602 428  | 961                   |
| 10    | 9     | сельское поселение  | Самолшинское          | хутор Самолшинский                                     | 18 602 432  | 656                   |
| 11    | 10    | сельское поселение  | Солонцовское          | хутор Солонцовский                                     | 18 602 436  | 546                   |
| 12    | 11    | сельское поселение  | Стеженское            | хутор Стеженский                                       | 18 602 440  | 694                   |
| 13    | 12    | сельское поселение  | Реченское             | хутор Реченский                                        | 18 602 444  | 567                   |
| 14    | 13    | сельское поселение  | Трёхложинское         | хутор Трёхложинский                                    | 18 602 452  | 479                   |
| 15    | 14    | сельское поселение  | Усть-Бузулукское      | станица Усть-Бузулукская                               | 18 602 456  | 2362                  |
| 16    | 15    | сельское поселение  | Яминское              | хутора Яминский                                        | 18 602 470  | 1384                  |
| 17    | 2     | муниципальный район | Быковский             | пгт Быково                                             | 18 604 000  | 25 166                |
| 18    | 1     | городское поселение | Быковское             | пгт Быково                                             | 18 604 151  | 7693                  |
| 19    | 2     | сельское поселение  | Александровское       | село Александровка                                     | 18 604 404  | 593                   |
| 20    | 3     | сельское поселение  | Верхнебалыклейское    | село Верхний Балыклей                                  | 18 604 408  | 1664                  |
| 21    | 4     | сельское поселение  | Демидовское           | хутор Демидов                                          | 18 604 410  | 563                   |
| 22    | 5     | сельское поселение  | Зелёновское           | посёлок Зелёный                                        | 18 604 411  | 619                   |
| 23    | 6     | сельское поселение  | Кисловское            | село Кислово                                           | 18 604 412  | 2239                  |
| 24    | 7     | сельское поселение  | Красносельцевское     | село Красноселец                                       | 18 604 416  | 1442                  |
| 25    | 8     | сельское поселение  | Луговопролейское      | село Луговая Пролейка                                  | 18 604 420  | 890                   |
| 26    | 9     | сельское поселение  | Новоникольское        | село Новоникольское                                    | 18 604 424  | 1660                  |
| 27    | 10    | сельское поселение  | Побединское           | посёлок Победа                                         | 18 604 426  | 1043                  |
| 28    | 11    | сельское поселение  | Приморское            | посёлок Приморск                                       | 18 604 427  | 3081                  |
| 29    | 12    | сельское поселение  | Садовское             | село Садовое                                           | 18 604 428  | 509                   |
| 30    | 13    | сельское поселение  | Солдатско-Степновское | село Солдатско-Степное                                 | 18 604 432  | 1031                  |
| 31    | 14    | сельское поселение  | Урало-Ахтубинское     | посёлок Катричев                                       | 18 604 436  | 1579                  |
| 32    | 3     | муниципальный район | Городищенский         | пгт Городище                                           | 18 605 000  | 60 125                |
| 33    | 1     | городское поселение | Городищенское         | пгт Городище                                           | 18 605 151  | 22 939                |
| 34    | 2     | городское поселение | Ерзовское             | пгт Ерзовка                                            | 18 605 153  | 6477                  |
| 35    | 3     | городское поселение | Новорогачинское       | пгт Новый Рогачик                                      | 18 605 156  | 6383                  |
| 36    | 4     | сельское поселение  | Вертячинское          | хутор Вертячий                                         | 18 605 405" | 1203                  |
| 37    | 5     | сельское поселение  | Грачёвское            | хутор Грачи                                            | 18 605 407  | 987                   |
| 38    | 6     | сельское поселение  | Каменское             | посёлок Каменный                                       | 18 605 413  | 1272                  |
| 39    | 7     | сельское поселение  | Карповское            | село Карповка                                          | 18 605 415  | 1560                  |
| 40    | 8     | сельское поселение  | Котлубанское          | посёлок Котлубань                                      | 18 605 418  | 2420                  |
| 41    | 9     | сельское поселение  | Краснопахаревское     | хутор Красный Пахарь                                   | 18 605 419  | 830                   |
| 42    | 10    | сельское поселение  | Кузьмичёвское         | посёлок Кузьмичи                                       | 18 605 421  | 2253                  |
| 43    | 11    | сельское поселение  | Новожизненское        | посёлок Областной сельскохозяйственной опытной станции | 18 605 424  | 1893                  |
| 44    | 12    | сельское поселение  | Новонадеждинское      | посёлок Новая Надежда                                  | 18 605 426  | 1746                  |
| 45    | 13    | сельское поселение  | Орловское             | село Орловка                                           | 18 605 429  | 1727                  |
| 46    | 14    | сельское поселение  | Паньшинское           | хутор Паньшино                                         | 18 605 432  | 2053                  |
| 47    | 15    | сельское поселение  | Песковатское          | хутор Песковатка                                       | 18 605 433  | 900                   |
| 48    | 16    | сельское поселение  | Россошенское          | посёлок Степной                                        | 18 605 435  | 2707                  |
| 49    | 17    | сельское поселение  | Самофаловское         | посёлок Самофаловка                                    | 18 605 438  | 1875                  |
| 50    | 18    | сельское поселение  | Царицынское           | посёлок Царицын                                        | 18 605 445  | 1808                  |
| 51    | 4     | муниципальный район | Даниловский           | пгт Даниловка                                          | 18 606 000  | 13 061                |
| 52    | 1     | городское поселение | Даниловское           | пгт Даниловка                                          | 18 606 151  | 4528                  |
| 53    | 2     | сельское поселение  | Атамановское          | хутор Атамановка                                       | 18 606 404  | 813                   |
| 54    | 3     | сельское поселение  | Белопрудское          | поселок Белые Пруды                                    | 18 606 408  | 661                   |
| 55    | 4     | сельское поселение  | Берёзовское           | станица Берёзовская                                    | 18 606 412  | 1518                  |
| 56    | 5     | сельское поселение  | Краснинское           | хутор Красный                                          | 18 606 414  | 471                   |
| 57    | 6     | сельское поселение  | Лобойковское          | село Лобойково                                         | 18 606 416  | 729                   |
| 58    | 7     | сельское поселение  | Ореховское            | село Орехово                                           | 18 606 428  | 519                   |
| 59    | 8     | сельское поселение  | Островское            | станица Островская                                     | 18 606 432  | 1667                  |
| 60    | 9     | сельское поселение  | Плотниковское         | хутор Плотников 1-й                                    | 18 606 436  | 948                   |
| 61    | 10    | сельское поселение  | Профсоюзнинское       | посёлок Профсоюзник                                    | 18 606 440  | 414                   |
| 62    | 11    | сельское поселение  | Сергиевское           | станица Сергиевская                                    | 18 606 444  | 1016                  |
| 63    | 5     | муниципальный район | Дубовский             | город Дубовка                                          | 18 608 000  | 29 373                |
| 64    | 1     | городское поселение | Дубовское             | город Дубовка                                          | 18 608 101  | 1. Н/Д                |
| 65    | 2     | сельское поселение  | Горнобалыклейское     | село Горный Балыклей                                   | 18 608 404  | 2475                  |
| 66    | 3     | сельское поселение  | Горноводяновское      | село Горноводяное                                      | 18 608 408  | 620                   |
| 67    | 4     | сельское поселение  | Горнопролейское       | село Горная Пролейка                                   | 18 608 412  | 1327                  |
| 68    | 5     | сельское поселение  | Давыдовское           | село Давыдовка                                         | 18 608 416  | 609                   |
| 69    | 6     | сельское поселение  | Лозновское            | село Лозное                                            | 18 608 432  | 1728                  |
| 70    | 7     | сельское поселение  | Малоивановское        | село Малая Ивановка                                    | 18 608 434  | 678                   |
| 71    | 8     | сельское поселение  | Оленьевское           | село Оленье                                            | 18 608 436  | 999                   |
| 72    | 9     | сельское поселение  | Песковатское          | село Песковатка                                        | 18 608 440  | 1314                  |
| 73    | 10    | сельское поселение  | Пичужинское           | село Пичуга                                            | 18 608 444  | 1779                  |
| 74    | 11    | сельское поселение  | Прямобалкинское       | село Прямая Балка                                      | 18 608 448  | 585                   |
| 75    | 12    | сельское поселение  | Стрельношироковское   | село Стрельноширокое                                   | 18 608 452  | 773                   |
| 76    | 13    | сельское поселение  | Суводское             | станица Суводская                                      | 18 608 456  | 382                   |
| 77    | 14    | сельское поселение  | Усть-Погожинское      | село Усть-Погожье                                      | 18 608 460  | 1264                  |
| 78    | 6     | муниципальный район | Еланский              | пгт Елань                                              | 18 610 000  | 29 138                |
| 79    | 1     | городское поселение | Еланское              | пгт Елань                                              | 18 610 151  | 14 405                |
| 80    | 2     | сельское поселение  | Алявское              | хутор Алявы                                            | 18 610 402  | 196                   |
| 81    | 3     | сельское поселение  | Берёзовское           | село Берёзовка                                         | 18 610 404  | 362                   |
| 82    | 4     | сельское поселение  | Большевистское        | посёлок Большевик                                      | 18 610 408  | 1372                  |
| 83    | 5     | сельское поселение  | Большеморецкое        | село Большой Морец                                     | 18 610 412  | 1291                  |
| 84    | 6     | сельское поселение  | Вязовское             | село Вязовка                                           | 18 610 416  | 2334                  |
| 85    | 7     | сельское поселение  | Дубовское             | село Дубовое                                           | 18 610 420  | 1301                  |
| 86    | 8     | сельское поселение  | Журавское             | село Журавка                                           | 18 610 424  | 732                   |
| 87    | 9     | сельское поселение  | Ивановское            | село Ивановка                                          | 18 610 428  | 125                   |
| 88    | 10    | сельское поселение  | Краишевское           | село Краишево                                          | 18 610 432  | 982                   |
| 89    | 11    | сельское поселение  | Рассветовское         | село Берёзовка                                         | 18 610 438  | 946                   |
| 90    | 12    | сельское поселение  | Родинское             | село Родинское                                         | 18 610 440  | 237                   |
| 91    | 13    | сельское поселение  | Таловское             | посёлок Таловка                                        | 18 610 444  | 709                   |
| 92    | 14    | сельское поселение  | Терновское            | село Терновое                                          | 18 610 448  | 713                   |
| 93    | 15    | сельское поселение  | Терсинское            | село Терса                                             | 18 610 452  | 1235                  |
| 94    | 16    | сельское поселение  | Тростянское           | село Тростянка                                         | 18 610 456  | 971                   |
| 95    | 17    | сельское поселение  | Морецкое              | село Морец                                             | 18 610 460  | 917                   |
| 96    | 7     | муниципальный район | Жирновский            | город Жирновск                                         | 18 612 000  | 37 173                |
| 97    | 1     | городское поселение | Жирновское            | город Жирновск                                         | 18 612 101  | 15 555                |
| 98    | 2     | городское поселение | Красноярское          | пгт Красный Яр                                         | 18 612 157  | 6093                  |
| 99    | 3     | городское поселение | Линёвское             | пгт Линёво                                             | 18 612 162  | 5421                  |
| 100   | 4     | городское поселение | Медведицкое           | пгт Медведицкий                                        | 18 612 173  | 1145                  |
| 101   | 5     | сельское поселение  | Александровское       | село Александровка                                     | 18 612 404  | 1416                  |
| 102   | 6     | сельское поселение  | Алёшниковское         | село Алёшники                                          | 18 612 408  | 1223                  |
| 103   | 7     | сельское поселение  | Бородачёвское         | село Бородачи                                          | 18 612 410  | 392                   |
| 104   | 8     | сельское поселение  | Верхнедобринское      | село Верхняя Добринка                                  | 18 612 412  | 667                   |
| 105   | 9     | сельское поселение  | Кленовское            | село Кленовка                                          | 18 612 416  | 1346                  |
| 106   | 10    | сельское поселение  | Медведицкое           | село Медведица                                         | 18 612 420  | 2304                  |
| 107   | 11    | сельское поселение  | Тарапатинское         | село Тарапатино                                        | 18 612 424  | 261                   |
| 108   | 12    | сельское поселение  | Меловатское           | село Меловатка                                         | 18 612 426  | 253                   |
| 109   | 13    | сельское поселение  | Нижнедобринское       | село Нижняя Добринка                                   | 18 612 428  | 1265                  |
| 110   | 14    | сельское поселение  | Тетеревятское         | село Тетеревятка                                       | 18 612 432  | 262                   |
| 111   | 8     | муниципальный район | Иловлинский           | пгт Иловля                                             | 18 614 000  | 32 164                |
| 112   | 1     | городское поселение | Иловлинское           | пгт Иловля                                             | 18 614 151  | 11 404                |
| 113   | 2     | сельское поселение  | Авиловское            | хутор Авилов                                           | 18 614 404  | 1720                  |
| 114   | 3     | сельское поселение  | Александровское       | село Александровка                                     | 18 614 408  | 726                   |
| 115   | 4     | сельское поселение  | Большеивановское      | село Большая Ивановка                                  | 18 614 412  | 935                   |
| 116   | 5     | сельское поселение  | Качалинское           | село Качалино                                          | 18 614 416  | 3048                  |
| 117   | 6     | сельское поселение  | Кондрашовское         | село Кондраши                                          | 18 614 420  | 1912                  |
| 118   | 7     | сельское поселение  | Краснодонское         | хутор Краснодонский                                    | 18 614 424  | 1421                  |
| 119   | 8     | сельское поселение  | Медведевское          | хутор Медведев                                         | 18 614 428  | 1355                  |
| 120   | 9     | сельское поселение  | Новогригорьевское     | станица Новогригорьевская                              | 18 614 432  | 998                   |
| 121   | 10    | сельское поселение  | Озёрское              | хутор Озерки                                           | 18 614 436  | 861                   |
| 122   | 11    | сельское поселение  | Сиротинское           | станица Сиротинская                                    | 18 614 444  | 1065                  |
| 123   | 12    | сельское поселение  | Трёхостровское        | станица Трёхостровская                                 | 18 614 448  | 937                   |
| 124   | 13    | сельское поселение  | Ширяевское            | хутор Ширяевский                                       | 18 614 456  | 1035                  |
| 125   | 14    | сельское поселение  | Логовское             | село Лог                                               | 18 614 458  | 3842                  |
| 126   | 9     | муниципальный район | Калачёвский           | город Калач-на-Дону                                    | 18 616 000  | 52 029                |
| 127   | 1     | городское поселение | Калачёвское           | город Калач-на-Дону                                    | 18 616 101  | 24 476                |
| 128   | 2     | сельское поселение  | Бузиновское           | хутор Бузиновка                                        | 18 616 404  | 859                   |
| 129   | 3     | сельское поселение  | Голубинское           | станица Голубинская                                    | 18 616 412  | 1357                  |
| 130   | 4     | сельское поселение  | Зарянское             | посёлок Заря                                           | 18 616 414  | 949                   |
| 131   | 5     | сельское поселение  | Ильевское             | посёлок Ильевка                                        | 18 616 416  | 3835                  |
| 132   | 6     | сельское поселение  | Крепинское            | посёлок Крепинский                                     | 18 616 420  | 1527                  |
| 133   | 7     | сельское поселение  | Логовское             | хутор Логовский                                        | 18 616 424  | 2574                  |
| 134   | 8     | сельское поселение  | Ляпичевское           | хутор Ляпичев                                          | 18 616 428  | 2351                  |
| 135   | 9     | сельское поселение  | Мариновское           | село Мариновка                                         | 18 616 430  | 1537                  |
| 136   | 10    | сельское поселение  | Советское             | посёлок Волгодонской                                   | 18 616 432  | 6292                  |
| 137   | 11    | сельское поселение  | Береславское          | посёлок Береславка                                     | 18 616 444  | 4339                  |
| 138   | 12    | сельское поселение  | Приморское            | хутор Приморский                                       | 18 616 446  | 915                   |
| 139   | 13    | сельское поселение  | Пятиизбянское         | хутор Пятиизбянский                                    | 18 616 450  | 1257                  |
| 140   | 10    | муниципальный район | Камышинский           | город Камышин                                          | 18 618 000  | 41 030                |
| 141   | 1     | городское поселение | город Петров Вал      | город Петров Вал                                       | 18 618 103  | 12 545                |
| 142   | 2     | сельское поселение  | Антиповское           | село Антиповка                                         | 18 618 404  | 2554                  |
| 143   | 3     | сельское поселение  | Белогорское           | посёлок Госселекстанция                                | 18 618 406  | 856                   |
| 144   | 4     | сельское поселение  | Верхнедобринское      | село Верхняя Добринка                                  | 18 618 408  | 1589                  |
| 145   | 5     | сельское поселение  | Воднобуерачное        | село Воднобуерачное                                    | 18 618 412  | 1525                  |
| 146   | 6     | сельское поселение  | Гуселское             | село Гуселка                                           | 18 618 414  | 279                   |
| 147   | 7     | сельское поселение  | Костаревское          | село Костарево                                         | 18 618 418  | 931                   |
| 148   | 8     | сельское поселение  | Лебяженское           | село Лебяжье                                           | 18 618 420  | 1793                  |
| 149   | 9     | сельское поселение  | Мичуринское           | посёлок Мичуринский                                    | 18 618 422  | 5437                  |
| 150   | 10    | сельское поселение  | Нижнедобринское       | село Нижняя Добринка                                   | 18 618 424  | 1046                  |
| 151   | 11    | сельское поселение  | Петрунинское          | село Петрунино                                         | 18 618 428  | 1429                  |
| 152   | 12    | сельское поселение  | Саломатинское         | село Саломатино                                        | 18 618 430  | 1411                  |
| 153   | 13    | сельское поселение  | Семёновское           | село Семёновка                                         | 18 618 432  | 1144                  |
| 154   | 14    | сельское поселение  | Сестренское           | село Вихлянцево                                        | 18 618 436  | 1204                  |
| 155   | 15    | сельское поселение  | Таловское             | село Таловка                                           | 18 618 444  | 1399                  |
| 156   | 16    | сельское поселение  | Терновское            | село Терновка                                          | 18 618 448  | 1423                  |
| 157   | 17    | сельское поселение  | Умётовское            | село Умёт                                              | 18 618 452  | 1146                  |
| 158   | 18    | сельское поселение  | Усть-Грязнухинское    | село Усть-Грязнуха                                     | 18 618 456  | 1473                  |
| 159   | 19    | сельское поселение  | Чухонастовское        | село Чухонастовка                                      | 18 618 460  | 515                   |
| 160   | 11    | муниципальный район | Киквидзенский         | станица Преображенская                                 | 18 620 000  | 14 982                |
| 161   | 1     | сельское поселение  | Гришинское            | посёлок Гришин                                         | 18 620 408  | 1295                  |
| 162   | 2     | сельское поселение  | Завязенское           | село Завязка                                           | 18 620 412  | 1052                  |
| 163   | 3     | сельское поселение  | Ежовское              | хутор Ежовка                                           | 18 620 416  | 1258                  |
| 164   | 4     | сельское поселение  | Калачёвское           | хутор Калачёвский                                      | 18 620 420  | 663                   |
| 165   | 5     | сельское поселение  | Калиновское           | хутор Калиновский                                      | 18 620 424  | 675                   |
| 166   | 6     | сельское поселение  | Мачешанское           | село Мачеха                                            | 18 620 428  | 2340                  |
| 167   | 7     | сельское поселение  | Озёркинское           | хутор Озерки                                           | 18 620 434  | 1219                  |
| 168   | 8     | сельское поселение  | Преображенское        | станица Преображенская                                 | 18 620 435  | 5173                  |
| 169   | 9     | сельское поселение  | Дубровское            | хутор Дубровский                                       | 18 620 436  | 804                   |
| 170   | 10    | сельское поселение  | Чернореченское        | хутор Чернолагутинский                                 | 18 620 440  | 842                   |
| 171   | 12    | муниципальный район | Клетский              | станица Клетская                                       | 18 622 000  | 16 485                |
| 172   | 1     | сельское поселение  | Верхнебузиновское     | хутор Верхняя Бузиновка                                | 18 622 404  | 1315                  |
| 173   | 2     | сельское поселение  | Верхнечеренское       | хутор Верхнечеренский                                  | 18 622 408  | 1483                  |
| 174   | 3     | сельское поселение  | Захаровское           | хутор Захаров                                          | 18 622 412  | 1474                  |
| 175   | 4     | сельское поселение  | Калмыковское          | хутор Калмыковский                                     | 18 622 416  | 1137                  |
| 176   | 5     | сельское поселение  | Клетское              | станица Клетская                                       | 18 622 418  | 5562                  |
| 177   | 6     | сельское поселение  | Кременское            | станица Кременская                                     | 18 622 420  | 815                   |
| 178   | 7     | сельское поселение  | Манойлинское          | хутор Манойлин                                         | 18 622 424  | 1016                  |
| 179   | 8     | сельское поселение  | Перекопское           | хутор Перекопка                                        | 18 622 428  | 1252                  |
| 180   | 9     | сельское поселение  | Перелазовское         | хутор Перелазовский                                    | 18 622 432  | 1216                  |
| 181   | 10    | сельское поселение  | Распопинское          | станица Распопинская                                   | 18 622 436  | 1090                  |
| 182   | 13    | муниципальный район | Котельниковский       | город Котельниково                                     | 18 624 000  | 37 316                |
| 183   | 1     | городское поселение | Котельниковское       | город Котельниково                                     | 18 624 101  | 22 016                |
| 184   | 2     | сельское поселение  | Верхнекурмоярское     | хутор Весёлый                                          | 18 624 404  | 821                   |
| 185   | 3     | сельское поселение  | Выпасновское          | посёлок Выпасной                                       | 18 624 412  | 959                   |
| 186   | 4     | сельское поселение  | Генераловское         | хутор Генераловский                                    | 18 624 416  | 1273                  |
| 187   | 5     | сельское поселение  | Захаровское           | хутор Захаров                                          | 18 624 420  | 583                   |
| 188   | 6     | сельское поселение  | Котельниковское       | посёлок Ленина                                         | 18 624 424  | 1375                  |
| 189   | 7     | сельское поселение  | Красноярское          | хутор Красноярский                                     | 18 624 428  | 1645                  |
| 190   | 8     | сельское поселение  | Майоровское           | хутор Майоровский                                      | 18 624 432  | 709                   |
| 191   | 9     | сельское поселение  | Нагавское             | станица Нагавская                                      | 18 624 436  | 752                   |
| 192   | 10    | сельское поселение  | Наголенское           | хутор Нагольный                                        | 18 624 440  | 1013                  |
| 193   | 11    | сельское поселение  | Нижнеяблочное         | хутор Нижнеяблочный                                    | 18 624 442  | 1366                  |
| 194   | 12    | сельское поселение  | Пимено-Чернянское     | хутор Пимено-Черни                                     | 18 624 444  | 1416                  |
| 195   | 13    | сельское поселение  | Попереченское         | хутор Поперечный                                       | 18 624 445  | 778                   |
| 196   | 14    | сельское поселение  | Пугачёвское           | станица Пугачёвская                                    | 18 624 446  | 703                   |
| 197   | 15    | сельское поселение  | Семиченское           | хутор Семичный                                         | 18 624 448  | 822                   |
| 198   | 16    | сельское поселение  | Чилековское           | посёлок Равнинный                                      | 18 624 452  | 1450                  |
| 199   | 14    | муниципальный район | Котовский             | город Котово                                           | 18 626 000  | 30 242                |
| 200   | 1     | городское поселение | Котовское             | город Котово                                           | 18 626 101  | 19 955                |
| 201   | 2     | сельское поселение  | Бурлукское            | село Бурлук                                            | 18 626 404  | 638                   |
| 202   | 3     | сельское поселение  | Коростинское          | село Коростино                                         | 18 626 408  | 1036                  |
| 203   | 4     | сельское поселение  | Купцовское            | село Купцово                                           | 18 626 412  | 1153                  |
| 204   | 5     | сельское поселение  | Лапшинское            | посёлок ж/д станции Лапшинская                         | 18 626 416  | 858                   |
| 205   | 6     | сельское поселение  | Мирошниковское        | село Мирошники                                         | 18 626 420  | 1093                  |
| 206   | 7     | сельское поселение  | Моисеевское           | село Моисеево                                          | 18 626 424  | 912                   |
| 207   | 8     | сельское поселение  | Мокроольховское       | село Мокрая Ольховка                                   | 18 626 428  | 1383                  |
| 208   | 9     | сельское поселение  | Попковское            | хутор Попки                                            | 18 626 440  | 1260                  |
| 209   | 15    | муниципальный район | Ленинский             | город Ленинск                                          | 18 630 000  | 27 976                |
| 210   | 1     | городское поселение | Ленинское             | город Ленинск                                          | 18 630 101  | 13 391                |
| 211   | 2     | сельское поселение  | Бахтияровское         | село Бахтияровка                                       | 18 630 402  | 816                   |
| 212   | 3     | сельское поселение  | Заплавненское         | село Заплавное                                         | 18 630 404  | 4024                  |
| 213   | 4     | сельское поселение  | Степновское           | посёлок Степной                                        | 18 630 408  | 1000                  |
| 214   | 5     | сельское поселение  | Каршевитское          | село Каршевитое                                        | 18 630 412  | 456                   |
| 215   | 6     | сельское поселение  | Колобовское           | село Колобовка                                         | 18 630 416  | 1002                  |
| 216   | 7     | сельское поселение  | Рассветинское         | посёлок Рассвет                                        | 18 630 420  | 668                   |
| 217   | 8     | сельское поселение  | Коммунаровское        | посёлок Коммунар                                       | 18 630 422  | 944                   |
| 218   | 9     | сельское поселение  | Маляевское            | село Маляевка                                          | 18 630 424  | 1190                  |
| 219   | 10    | сельское поселение  | Маякское              | посёлок Маяк Октября                                   | 18 630 426  | 472                   |
| 220   | 11    | сельское поселение  | Покровское            | село Покровка                                          | 18 630 428  | 1166                  |
| 221   | 12    | сельское поселение  | Ильичевское           | посёлок Путь Ильича                                    | 18 630 432  | 866                   |
| 222   | 13    | сельское поселение  | Царевское             | село Царев                                             | 18 630 436  | 1872                  |
| 223   | 16    | муниципальный район | Нехаевский            | станица Нехаевская                                     | 18 634 000  | 13 350                |
| 224   | 1     | сельское поселение  | Верхнереченское       | хутор Верхнереченский                                  | 18 634 404  | 774                   |
| 225   | 2     | сельское поселение  | Динамовское           | посёлок Динамо                                         | 18 634 408  | 835                   |
| 226   | 3     | сельское поселение  | Захопёрское           | хутор Захопёрский                                      | 18 634 412  | 555                   |
| 227   | 4     | сельское поселение  | Краснопольское        | село Краснополье                                       | 18 634 416  | 346                   |
| 228   | 5     | сельское поселение  | Кругловское           | хутор Кругловка                                        | 18 634 420  | 911                   |
| 229   | 6     | сельское поселение  | Луковское             | станица Луковская                                      | 18 634 424  | 465                   |
| 230   | 7     | сельское поселение  | Нехаевское            | станица Нехаевская                                     | 18 634 426  | 4494                  |
| 231   | 8     | сельское поселение  | Нижнедолговское       | хутор Нижнедолговский                                  | 18 634 428  | 420                   |
| 232   | 9     | сельское поселение  | Родничковское         | посёлок Роднички                                       | 18 634 432  | 792                   |
| 233   | 10    | сельское поселение  | Солонское             | село Солонка                                           | 18 634 440  | 859                   |
| 234   | 11    | сельское поселение  | Тишанское             | станица Тишанская                                      | 18 634 444  | 806                   |
| 235   | 12    | сельское поселение  | Упорниковское         | станица Упорниковская                                  | 18 634 448  | 1273                  |
| 236   | 13    | сельское поселение  | Успенское             | хутор Успенка                                          | 18 634 452  | 334                   |
| 237   | 17    | муниципальный район | Николаевский          | город Николаевск                                       | 18 636 000  | 28 914                |
| 238   | 1     | городское поселение | Николаевское          | город Николаевск                                       | 18 636 101  | 13 460                |
| 239   | 2     | сельское поселение  | Барановское           | хутор Красный Мелиоратор                               | 18 636 404  | 1412                  |
| 240   | 3     | сельское поселение  | Бережновское          | село Бережновка                                        | 18 636 408  | 1554                  |
| 241   | 4     | сельское поселение  | Ильичёвское           | село Путь Ильича                                       | 18 636 412  | 1503                  |
| 242   | 5     | сельское поселение  | Левчуновское          | село Левчуновка                                        | 18 636 416  | 1139                  |
| 243   | 6     | сельское поселение  | Ленинское             | село Ленинское                                         | 18 636 420  | 2239                  |
| 244   | 7     | сельское поселение  | Новобытовское         | хутор Новый Быт                                        | 18 636 422  | 663                   |
| 245   | 8     | сельское поселение  | Очкуровское           | село Очкуровка                                         | 18 636 423  | 1151                  |
| 246   | 9     | сельское поселение  | Политотдельское       | село Политотдельское                                   | 18 636 424  | 1134                  |
| 247   | 10    | сельское поселение  | Совхозское            | село Раздольное                                        | 18 636 428  | 1726                  |
| 248   | 11    | сельское поселение  | Солодушинское         | село Солодушино                                        | 18 636 432  | 1401                  |
| 249   | 12    | сельское поселение  | Степновское           | посёлок Степновский                                    | 18 636 436  | 1347                  |
| 250   | 18    | муниципальный район | Новоаннинский         | город Новоаннинский                                    | 18 638 000  | 32 734                |
| 251   | 1     | городское поселение | Новоаннинское         | город Новоаннинский                                    | 18 638 101  | 15 354                |
| 252   | 2     | сельское поселение  | Амовское              | посёлок совхоза АМО                                    | 18 638 404  | 1040                  |
| 253   | 3     | сельское поселение  | Берзовское            | хутор Берёзовка 1-я                                    | 18 638 408  | 1072                  |
| 254   | 4     | сельское поселение  | Бочаровское           | хутор Бочаровский                                      | 18 638 412  | 1149                  |
| 255   | 5     | сельское поселение  | Галушкинское          | хутор Галушкинский                                     | 18 638 416  | 1029                  |
| 256   | 6     | сельское поселение  | Деминское             | хутор Деминский                                        | 18 638 420  | 1283                  |
| 257   | 7     | сельское поселение  | Краснокоротковское    | хутор Краснокоротковский                               | 18 638 422  | 788                   |
| 258   | 8     | сельское поселение  | Новокиевское          | хутор Новокиевка                                       | 18 638 424  | 799                   |
| 259   | 9     | сельское поселение  | Панфиловское          | посёлок Панфилово                                      | 18 638 428  | 2576                  |
| 260   | 10    | сельское поселение  | Полевое               | посёлок Полевой                                        | 18 638 432  | 336                   |
| 261   | 11    | сельское поселение  | Староаннинское        | станица Староаннинская                                 | 18 638 436  | 1808                  |
| 262   | 12    | сельское поселение  | Тростянское           | посёлок Тростянский                                    | 18 638 440  | 859                   |
| 263   | 13    | сельское поселение  | Филоновское           | станица Филоновская                                    | 18 638 444  | 1630                  |
| 264   | 14    | сельское поселение  | Черкесовское          | хутор Черкесовский                                     | 18 638 448  | 1290                  |
| 265   | 19    | муниципальный район | Новониколаевский      | пгт Новониколаевский                                   | 18 640 000  | 20 016                |
| 266   | 1     | городское поселение | Новониколаевское      | пгт Новониколаевский                                   | 18 640 151  | 9592                  |
| 267   | 2     | сельское поселение  | Алексиковское         | хутор Алексиковский                                    | 18 640 404  | 1824                  |
| 268   | 3     | сельское поселение  | Верхнекардаильское    | хутор Верхнекардаильский                               | 18 640 408  | 846                   |
| 269   | 4     | сельское поселение  | Двойновское           | хутор Двойновский                                      | 18 640 412  | 855                   |
| 270   | 5     | сельское поселение  | Дуплятское            | хутор Дуплятский                                       | 18 640 416  | 882                   |
| 271   | 6     | сельское поселение  | Комсомольское         | посёлок Комсомольский                                  | 18 640 420  | 1178                  |
| 272   | 7     | сельское поселение  | Красноармейское       | посёлок Красноармейский                                | 18 640 424  | 1007                  |
| 273   | 8     | сельское поселение  | Куликовское           | хутор Куликовский                                      | 18 640 428  | 1024                  |
| 274   | 9     | сельское поселение  | Мирное                | посёлок Мирный                                         | 18 640 432  | 850                   |
| 275   | 10    | сельское поселение  | Серпо-Молотское       | посёлок Серп и Молот                                   | 18 640 436  | 967                   |
| 276   | 11    | сельское поселение  | Хопёрское             | посёлок Хопёрский                                      | 18 640 440  | 903                   |
| 277   | 20    | муниципальный район | Октябрьский           | пгт Октябрьский                                        | 18 642 000  | 20 676                |
| 278   | 1     | городское поселение | Октябрьское           | пгт Октябрьский                                        | 18 642 151  | 6071                  |
| 279   | 2     | сельское поселение  | Абганеровское         | село Абганерово                                        | 18 642 404  | 1483                  |
| 280   | 3     | сельское поселение  | Аксайское             | село Аксай                                             | 18 642 408  | 1380                  |
| 281   | 4     | сельское поселение  | Антоновское           | хутор Антонов                                          | 18 642 412  | 1475                  |
| 282   | 5     | сельское поселение  | Васильевское          | село Васильевка                                        | 18 642 416  | 387                   |
| 283   | 6     | сельское поселение  | Громославское         | село Громославка                                       | 18 642 420  | 506                   |
| 284   | 7     | сельское поселение  | Жутовское             | село Жутово 2-е                                        | 18 642 424  | 853                   |
| 285   | 8     | сельское поселение  | Заливское             | хутор Заливский                                        | 18 642 428  | 1366                  |
| 286   | 9     | сельское поселение  | Ивановское            | село Ивановка                                          | 18 642 429  | 474                   |
| 287   | 10    | сельское поселение  | Ильменское            | хутор Ильмень-Суворовский                              | 18 642 430  | 1101                  |
| 288   | 11    | сельское поселение  | Ковалёвское           | село Жутово 1-е                                        | 18 642 432  | 913                   |
| 289   | 12    | сельское поселение  | Новоаксайское         | хутор Новоаксайский                                    | 18 642 436  | 643                   |
| 290   | 13    | сельское поселение  | Перегрузненское       | село Перегрузное                                       | 18 642 440  | 628                   |
| 291   | 14    | сельское поселение  | Советское             | посёлок Советский                                      | 18 642 442  | 415                   |
| 292   | 15    | сельское поселение  | Шебалиновское         | хутор Шебалино                                         | 18 642 444  | 1064                  |
| 293   | 16    | сельское поселение  | Шелестовское          | село Шелестово                                         | 18 642 448  | 1111                  |
| 294   | 21    | муниципальный район | Ольховский            | село Ольховка                                          | 18 643 000  | 16 383                |
| 295   | 1     | сельское поселение  | Гуровское             | хутор Гурово                                           | 18 643 404  | 671                   |
| 296   | 2     | сельское поселение  | Гусёвское             | село Гусёвка                                           | 18 643 408  | 1350                  |
| 297   | 3     | сельское поселение  | Зензеватское          | село Зензеватка                                        | 18 643 412  | 1478                  |
| 298   | 4     | сельское поселение  | Каменнобродское       | село Каменный Брод                                     | 18 643 416  | 479                   |
| 299   | 5     | сельское поселение  | Киреевское            | село Киреево                                           | 18 643 420  | 895                   |
| 300   | 6     | сельское поселение  | Липовское             | село Липовка                                           | 18 643 424  | 978                   |
| 301   | 7     | сельское поселение  | Нежинское             | посёлок Нежинский                                      | 18 643 428  | 719                   |
| 302   | 8     | сельское поселение  | Октябрьское           | посёлок Октябрьский                                    | 18 643 432  | 665                   |
| 303   | 9     | сельское поселение  | Ольховское            | село Ольховка                                          | 18 643 434  | 5605                  |
| 304   | 10    | сельское поселение  | Романовское           | село Романовка                                         | 18 643 440  | 438                   |
| 305   | 11    | сельское поселение  | Рыбинское             | село Рыбинка                                           | 18 643 442  | 639                   |
| 306   | 12    | сельское поселение  | Солодчинское          | село Солодча                                           | 18 643 444  | 1913                  |
| 307   | 13    | сельское поселение  | Ягодновское           | село Ягодное                                           | 18 643 448  | 657                   |
| 308   | 22    | муниципальный район | Палласовский          | город Палласовка                                       | 18 645 000  | 39 093                |
| 309   | 1     | городское поселение | Палласовское          | город Палласовка                                       | 18 645 101  | 14 966                |
| 310   | 2     | сельское поселение  | Гончаровское          | посёлок Золотари                                       | 18 645 404  | 1528                  |
| 311   | 3     | сельское поселение  | Заволжское            | посёлок Заволжский                                     | 18 645 408  | 2468                  |
| 312   | 4     | сельское поселение  | Кайсацкое             | село Кайсацкое                                         | 18 645 412  | 1804                  |
| 313   | 5     | сельское поселение  | Калашниковское        | посёлок Новостройка                                    | 18 645 416  | 2226                  |
| 314   | 6     | сельское поселение  | Комсомольское         | посёлок Комсомольский                                  | 18 645 420  | 1208                  |
| 315   | 7     | сельское поселение  | Краснооктябрьское     | посёлок Красный Октябрь                                | 18 645 428  | 2140                  |
| 316   | 8     | сельское поселение  | Лиманное              | посёлок Лиманный                                       | 18 645 429  | 972                   |
| 317   | 9     | сельское поселение  | Приозёрное            | посёлок Путь Ильича                                    | 18 645 430  | 1155                  |
| 318   | 10    | сельское поселение  | Революционное         | хутор Прудентов                                        | 18 645 432  | 1215                  |
| 319   | 11    | сельское поселение  | Ромашковское          | посёлок Ромашки                                        | 18 645 436  | 1234                  |
| 320   | 12    | сельское поселение  | Савинское             | село Савинка                                           | 18 645 440  | 3678                  |
| 321   | 13    | сельское поселение  | Степновское           | посёлок Вишневка                                       | 18 645 444  | 1118                  |
| 322   | 14    | сельское поселение  | Эльтонское            | посёлок Эльтон                                         | 18 645 485  | 3234                  |
| 323   | 23    | муниципальный район | Кумылженский          | станица Кумылженская                                   | 18 646 000  | 18 189                |
| 324   | 1     | сельское поселение  | Белогорское           | хутор Белогорский                                      | 18 646 404  | 698                   |
| 325   | 2     | сельское поселение  | Букановское           | станица Букановская                                    | 18 646 408  | 1043                  |
| 326   | 3     | сельское поселение  | Глазуновское          | станица Глазуновская                                   | 18 646 412  | 1883                  |
| 327   | 4     | сельское поселение  | Краснянское           | хутор Краснянский                                      | 18 646 420  | 1005                  |
| 328   | 5     | сельское поселение  | Кумылженское          | станица Кумылженская                                   | 18 646 423  | 8866                  |
| 329   | 6     | сельское поселение  | Поповское             | хутор Попов                                            | 18 646 440  | 1209                  |
| 330   | 7     | сельское поселение  | Слащёвское            | станица Слащёвская                                     | 18 646 454  | 1611                  |
| 331   | 8     | сельское поселение  | Суляевское            | хутор Суляевский                                       | 18 646 456  | 1830                  |
| 332   | 9     | сельское поселение  | Шакинское             | хутор Шакин                                            | 18 646 468  | 595                   |
| 333   | 24    | муниципальный район | Руднянский            | пгт Рудня                                              | 18 647 000  | 14 738                |
| 334   | 1     | городское поселение | Руднянское            | пгт Рудня                                              | 18 647 151  | 6488                  |
| 335   | 2     | сельское поселение  | Большесудаченское     | село Большое Судачье                                   | 18 647 404  | 902                   |
| 336   | 3     | сельское поселение  | Громковское           | село Громки                                            | 18 647 406  | 555                   |
| 337   | 4     | сельское поселение  | Ильменское            | село Ильмень                                           | 18 647 408  | 1057                  |
| 338   | 5     | сельское поселение  | Козловское            | село Козловка                                          | 18 647 412  | 441                   |
| 339   | 6     | сельское поселение  | Лемешкинское          | село Лемешкино                                         | 18 647 416  | 1252                  |
| 340   | 7     | сельское поселение  | Лопуховское           | село Лопуховка                                         | 18 647 420  | 841                   |
| 341   | 8     | сельское поселение  | Матышевское           | село Матышево                                          | 18 647 424  | 1439                  |
| 342   | 9     | сельское поселение  | Осичковское           | село Осички                                            | 18 647 436  | 999                   |
| 343   | 10    | сельское поселение  | Сосновское            | село Сосновка                                          | 18 647 440  | 457                   |
| 344   | 25    | муниципальный район | Светлоярский          | пгт Светлый Яр                                         | 18 649 000  | 34 550                |
| 345   | 1     | городское поселение | Светлоярское          | пгт Светлый Яр                                         | 18 649 151  | 10 864                |
| 346   | 2     | сельское поселение  | Большечапурниковское  | село Большие Чапурники                                 | 18 649 404  | 3841                  |
| 347   | 3     | сельское поселение  | Дубовоовражное        | село Дубовый Овраг                                     | 18 649 408  | 2009                  |
| 348   | 4     | сельское поселение  | Кировское             | посёлок Кирова                                         | 18 649 412  | 5973                  |
| 349   | 5     | сельское поселение  | Наримановское         | посёлок Нариман                                        | 18 649 416  | 1874                  |
| 350   | 6     | сельское поселение  | Приволжское           | посёлок Приволжский                                    | 18 649 420  | 1959                  |
| 351   | 7     | сельское поселение  | Привольненское        | посёлок Привольный                                     | 18 649 424  | 2073                  |
| 352   | 8     | сельское поселение  | Райгородское          | село Райгород                                          | 18 649 428  | 2692                  |
| 353   | 9     | сельское поселение  | Цацинское             | село Цаца                                              | 18 649 436  | 1339                  |
| 354   | 10    | сельское поселение  | Червлёновское         | село Червлёное                                         | 18 649 440  | 2810                  |
| 355   | 26    | муниципальный район | Серафимовичский       | город Серафимович                                      | 18 650 000  | 22 481                |
| 356   | 1     | городское поселение | Серафимовичское       | город Серафимович                                      | 18 650 101  | 8633                  |
| 357   | 2     | сельское поселение  | Бобровское            | хутор Бобровский 2-й                                   | 18 650 404  | 648                   |
| 358   | 3     | сельское поселение  | Большовское           | хутор Большой                                          | 18 650 408  | 1386                  |
| 359   | 4     | сельское поселение  | Буерак-Поповское      | хутор Буерак-Поповский                                 | 18 650 412  | 806                   |
| 360   | 5     | сельское поселение  | Горбатовское          | хутор Горбатовский                                     | 18 650 414  | 491                   |
| 361   | 6     | сельское поселение  | Зимняцкое             | хутор Зимняцкий                                        | 18 650 416  | 2119                  |
| 362   | 7     | сельское поселение  | Клетско-Почтовское    | хутор Клетско-Почтовский                               | 18 650 420  | 1217                  |
| 363   | 8     | сельское поселение  | Крутовское            | хутор Крутовский                                       | 18 650 428  | 606                   |
| 364   | 9     | сельское поселение  | Отрожкинское          | хутор Отрожки                                          | 18 650 432  | 589                   |
| 365   | 10    | сельское поселение  | Песчановское          | хутор Песчаный                                         | 18 650 436  | 690                   |
| 366   | 11    | сельское поселение  | Пронинское            | хутор Пронин                                           | 18 650 444  | 1206                  |
| 367   | 12    | сельское поселение  | Среднецарицынское     | хутор Среднецарицынский                                | 18 650 448  | 815                   |
| 368   | 13    | сельское поселение  | Теркинское            | хутор Теркин                                           | 18 650 452  | 964                   |
| 369   | 14    | сельское поселение  | Трясиновское          | хутор Трясиновский                                     | 18 650 456  | 840                   |
| 370   | 15    | сельское поселение  | Усть-Хопёрское        | станица Усть-Хопёрская                                 | 18 650 460  | 1302                  |
| 371   | 27    | муниципальный район | Среднеахтубинский     | пгт Средняя Ахтуба                                     | 18 651 000  | 61 967                |
| 372   | 1     | городское поселение | Краснослободское      | город Краснослободск                                   | 18 651 107  | 17 959                |
| 373   | 2     | городское поселение | Среднеахтубинское     | пгт Средняя Ахтуба                                     | 18 651 151  | 14 293                |
| 374   | 3     | сельское поселение  | Ахтубинское           | посёлок Колхозная Ахтуба                               | 18 651 404  | 2449                  |
| 375   | 4     | сельское поселение  | Верхнепогроменское    | село Верхнепогромное                                   | 18 651 408  | 2348                  |
| 376   | 5     | сельское поселение  | Кировское             | хутор Лебяжья Поляна                                   | 18 651 412  | 3068                  |
| 377   | 6     | сельское поселение  | Клетское              | хутор Клетский                                         | 18 651 416  | 3384                  |
| 378   | 7     | сельское поселение  | Краснооктябрьское     | посёлок Красный Октябрь                                | 18 651 420  | 1465                  |
| 379   | 8     | сельское поселение  | Красное               | хутор Красный Сад                                      | 18 651 424  | 2333                  |
| 380   | 9     | сельское поселение  | Куйбышевское          | посёлок Куйбышев                                       | 18 651 428  | 3698                  |
| 381   | 10    | сельское поселение  | Рахинское             | село Рахинка                                           | 18 651 432  | 2241                  |
| 382   | 11    | сельское поселение  | Суходольское          | хутор Суходол                                          | 18 651 436  | 1529                  |
| 383   | 12    | сельское поселение  | Фрунзенское           | хутор Закутский                                        | 18 651 439  | 4903                  |
| 384   | 28    | муниципальный район | Старополтавский       | село Старая Полтавка                                   | 18 652 000  | 17 231                |
| 385   | 1     | сельское поселение  | Беляевское            | село Беляевка                                          | 18 652 404  | 351                   |
| 386   | 2     | сельское поселение  | Валуевское            | село Валуевка                                          | 18 652 408  | 958                   |
| 387   | 3     | сельское поселение  | Верхневодянское       | село Верхняя Водянка                                   | 18 652 412  | 560                   |
| 388   | 4     | сельское поселение  | Гмелинское            | село Гмелинка                                          | 18 652 416  | 2382                  |
| 389   | 5     | сельское поселение  | Иловатское            | село Иловатка                                          | 18 652 420  | 1173                  |
| 390   | 6     | сельское поселение  | Кановское             | село Кано                                              | 18 652 424  | 854                   |
| 391   | 7     | сельское поселение  | Колышкинское          | село Колышкино                                         | 18 652 426  | 430                   |
| 392   | 8     | сельское поселение  | Красноярское          | село Красный Яр                                        | 18 652 428  | 545                   |
| 393   | 9     | сельское поселение  | Курнаевское           | село Курнаевка                                         | 18 652 432  | 555                   |
| 394   | 10    | сельское поселение  | Лятошинское           | село Лятошинка                                         | 18 652 436  | 536                   |
| 395   | 11    | сельское поселение  | Новоквасниковское     | село Новая Квасниковка                                 | 18 652 440  | 570                   |
| 396   | 12    | сельское поселение  | Новополтавское        | село Новая Полтавка                                    | 18 652 444  | 1260                  |
| 397   | 13    | сельское поселение  | Новотихоновское       | хутор Новый Тихонов                                    | 18 652 445  | 527                   |
| 398   | 14    | сельское поселение  | Салтовское            | село Салтово                                           | 18 652 448  | 704                   |
| 399   | 15    | сельское поселение  | Старополтавское       | село Старая Полтавка                                   | 18 652 453  | 4042                  |
| 400   | 16    | сельское поселение  | Торгунское            | посёлок Торгун                                         | 18 652 460  | 677                   |
| 401   | 17    | сельское поселение  | Харьковское           | село Харьковка                                         | 18 652 464  | 840                   |
| 402   | 18    | сельское поселение  | Черебаевское          | село Черебаево                                         | 18 652 468  | 440                   |
| 403   | 29    | муниципальный район | Суровикинский         | город Суровикино                                       | 18 653 000  | 32 808                |
| 404   | 1     | городское поселение | Суровикинское         | город Суровикино                                       | 18 653 101  | 18 227                |
| 405   | 2     | сельское поселение  | Ближнеосиновское      | хутор Ближнеосиновский                                 | 18 653 404  | 942                   |
| 406   | 3     | сельское поселение  | Верхнесолоновское     | хутор Верхнесолоновский                                | 18 653 408  | 959                   |
| 407   | 4     | сельское поселение  | Добринское            | хутор Добринка                                         | 18 653 412  | 844                   |
| 408   | 5     | сельское поселение  | Лысовское             | хутор Лысов                                            | 18 653 416  | 992                   |
| 409   | 6     | сельское поселение  | Качалинское           | хутор Качалин                                          | 18 653 420  | 1232                  |
| 410   | 7     | сельское поселение  | Сысоевское            | хутор Сысоевский                                       | 18 653 424  | 1162                  |
| 411   | 8     | сельское поселение  | Нижнечирское          | станица Нижний Чир                                     | 18 653 426  | 3879                  |
| 412   | 9     | сельское поселение  | Лобакинское           | хутор Лобакин                                          | 18 653 428  | 1346                  |
| 413   | 10    | сельское поселение  | Новомаксимовское      | хутор Новомаксимовский                                 | 18 653 436  | 1861                  |
| 414   | 11    | сельское поселение  | Нижнеосиновское       | хутор Нижнеосиновский                                  | 18 653 444  | 1088                  |
| 415   | 30    | муниципальный район | Урюпинский            | город Урюпинск                                         | 18 654 000  | 24 302                |
| 416   | 1     | сельское поселение  | Акчернское            | хутор Дьяконовский 1-й                                 | 18 654 404  | 1206                  |
| 417   | 2     | сельское поселение  | Беспаловское          | хутор Беспаловский                                     | 18 654 408  | 643                   |
| 418   | 3     | сельское поселение  | Большинское           | хутор Нижнецепляевский                                 | 18 654 416  | 560                   |
| 419   | 4     | сельское поселение  | Бубновское            | хутор Бубновский                                       | 18 654 420  | 1000                  |
| 420   | 5     | сельское поселение  | Верхнебезымяновское   | хутор Верхнебезымянский                                | 18 654 424  | 598                   |
| 421   | 6     | сельское поселение  | Вишняковское          | хутор Вишняковский                                     | 18 654 436  | 435                   |
| 422   | 7     | сельское поселение  | Добринское            | станица Добринка                                       | 18 654 440  | 2673                  |
| 423   | 8     | сельское поселение  | Дубовское             | хутор Дубовский                                        | 18 654 444  | 1328                  |
| 424   | 9     | сельское поселение  | Дьяконовское          | хутор Дьяконовский 2-й                                 | 18 654 446  | 1052                  |
| 425   | 10    | сельское поселение  | Искринское            | посёлок Искра                                          | 18 654 452  | 1361                  |
| 426   | 11    | сельское поселение  | Котовское             | хутор Котовский                                        | 18 654 456  | 915                   |
| 427   | 12    | сельское поселение  | Краснянское           | хутор Красный                                          | 18 654 460  |                       |
| 428   | 13    | сельское поселение  | Креповское            | посёлок Учхоз                                          | 18 654 462  |                       |
| 429   | 14    | сельское поселение  | Михайловское          | станица Михайловская                                   | 18 654 468  |                       |
| 430   | 15    | сельское поселение  | Окладненское          | хутор Окладненский                                     | 18 654 472  |                       |
| 431   | 16    | сельское поселение  | Ольшанское            | хутор Ольшанка                                         | 18 654 476  |                       |
| 432   | 17    | сельское поселение  | Петровское            | хутор Петровский                                       | 18 654 480  |                       |
| 433   | 18    | сельское поселение  | Россошинское          | хутор Россошинский                                     | 18 654 484  |                       |
| 434   | 19    | сельское поселение  | Салтынское            | хутор Салтынский                                       | 18 654 488  |                       |
| 435   | 20    | сельское поселение  | Хопёропионерское      | хутор Криушинский                                      | 18 654 492  |                       |
| 436   | 31    | муниципальный район | Фроловский            | посёлок Пригородный                                    | 18 656 000  |                       |
| 437   | 1     | сельское поселение  | Арчединское           | посёлок Образцы                                        | 18 656 404  |                       |
| 438   | 2     | сельское поселение  | Большелычакское       | хутор Большой Лычак                                    | 18 656 408  |                       |
| 439   | 3     | сельское поселение  | Ветютневское          | хутор Ветютнев                                         | 18 656 420  |                       |
| 440   | 4     | сельское поселение  | Дудаченское           | посёлок Дудаченский                                    | 18 656 424  |                       |
| 441   | 5     | сельское поселение  | Краснолиповское       | хутор Красные Липки                                    | 18 656 428  |                       |
| 442   | 6     | сельское поселение  | Лычакское             | посёлок Лычак                                          | 18 656 430  |                       |
| 443   | 7     | сельское поселение  | Малодельское          | станица Малодельская                                   | 18 656 432  |                       |
| 444   | 8     | сельское поселение  | Писарёвское           | хутор Писарёвка                                        | 18 656 436  |                       |
| 445   | 9     | сельское поселение  | Пригородное           | посёлок Пригородный                                    | 18 656 440  |                       |
| 446   | 10    | сельское поселение  | Терновское            | хутор Терновка                                         | 18 656 444  |                       |
| 447   | 11    | сельское поселение  | Шуруповское           | хутор Шуруповский                                      | 18 656 448  |                       |
| 448   | 32    | муниципальный район | Чернышковский         | пгт Чернышковский                                      | 18 658 000  |                       |
| 449   | 1     | городское поселение | Чернышковское         | пгт Чернышковский                                      | 18 658 151  |                       |
| 450   | 2     | сельское поселение  | Алёшкинское           | хутор Алёшкин                                          | 18 658 404  |                       |
| 451   | 3     | сельское поселение  | Басакинское           | посёлок Басакин                                        | 18 658 408  |                       |
| 452   | 4     | сельское поселение  | Большетерновское      | хутор Большетерновой                                   | 18 658 412  |                       |
| 453   | 5     | сельское поселение  | Верхнегнутовское      | хутор Верхнегнутов                                     | 18 658 416  |                       |
| 454   | 6     | сельское поселение  | Ёлкинское             | хутор Ёлкино                                           | 18 658 418  |                       |
| 455   | 7     | сельское поселение  | Захаровское           | хутор Захаров                                          | 18 658 420  |                       |
| 456   | 8     | сельское поселение  | Красноярское          | посёлок Красноярский                                   | 18 658 428  |                       |
| 457   | 9     | сельское поселение  | Нижнегнутовское       | хутор Нижнегнутов                                      | 18 658 432  |                       |
| 458   | 10    | сельское поселение  | Пристеновское         | хутор Пристеновский                                    | 18 658 434  |                       |
| 459   | 11    | сельское поселение  | Сизовское             | хутор Сизов                                            | 18 658 436  |                       |
| 460   | 12    | сельское поселение  | Тормосиновское        | хутор Тормосин                                         | 18 658 440  |                       |
| 461   | 1     | городской округ     | город Волгоград       | город Волгоград                                        | 18 701 000  |                       |
| 462   | 2     | городской округ     | Волжский              | город Волжский                                         | 18 710 000  |                       |
| 463   | 3     | городской округ     | город Камышин         | город Камышин                                          | 18 715 000  |                       |
| 464   | 4     | городской округ     | город Михайловка      | город Михайловка                                       | 18 720 000  |                       |
| 465   | 5     | городской округ     | город Урюпинск        | город Урюпинск                                         | 18 725 000  |                       |
| 466   | 6     | городской округ     | город Фролово         | город Фролово                                          | 18 728 000  |                       |

### Преобразование МО
- Законом Волгоградской области от 28 июня 2012 года № 65-ОД[23], Арчединское, Безымянское, Большовское, Етеревское, Карагичевское, Катасоновское, Октябрьское, Отрадненское, Раздорское, Раковское, Сенновское, Сидорское, Совхозное и Троицкое сельские поселения Михайловского муниципального района объединены с городским округом город Михайловка.
- Законом Волгоградской области от 7 мая 2013 года № 43-ОД[24], Комсомольское и Ленинское сельские поселения Николаевского муниципального района объединены во вновь образованное муниципальное образование — Ленинское сельское поселение.
- Законом Волгоградской области № 122-ОД от 6 августа 2014 года[18], административный центр Фроловского района был перенесён из города Фролово в посёлок Пригородный.
- Законом Волгоградской область N  15-ОД от 7 марта 2019 года, два сельских поселения Жирновского района, были объединены между собой. В результате этого объединения, было упразднено Новинское сельское поселение[13]
- Законом Волгоградской области N 21-ОД от 4 апреля 2019 года, два сельских поселения Киквидзенского района, были объединены между собой. В результате этого объединения, было упразднено Александровское сельское поселение[14].
- Законом Волгоградской области N 23-ОД от 4 апреля 2019 года, одно сельское поселение и городское поселение Даниловского района, были объединены между собой. В результате этого объединения, было упразднено Миусовское сельское поселение[12].
- Законом Волгоградской области N 35-ОД от 26 апреля 2019 года, два сельских поселения Палласовского района, были объединены между собой. В результате этого объединения, было упразднено Венгеловское сельское поселение[15].
- Законом Волгоградской области N 38-ОД от 26 апреля 2019 года, ряд сельских поселений Урюпинского района, были объединены между собой. В результате этого объединения, были упразднены Забурдяевское, Вихлянцевское, Бесплемяновское, Лощиновское и Верхнесоинское сельские поселение[16].

## История административно-территориального деления Волгоградской области
10 января 1934 года был образован Сталинградский край путём разделения Нижне-Волжского края на Саратовский и Сталинградский края.
Сталинградская область появилась 5 декабря 1936 года в результате реорганизации Сталинградского края в связи с преобразованием Калмыцкой автономной области в Калмыцкую АССР и выделением её из состава Сталинградского края.
10 ноября 1961 года переименована в Волгоградскую область.
| есть в настоящий момент | вышел из состава       | упразднён |
| административный центр  | административный центр | —         |
| город/городской округ   | город/городской округ  | —         |
| район                   | район                  | район     |
| —                       | округ                  | округ     |

На 1 октября 1938 года в Сталинградскую область входили 1 округ, 58 районов и 2 города областного подчинения (не входящие в состав районов).
| АТД Сталинградской области на 1 октября 1938 года             | АТД Сталинградской области на 1 октября 1938 года | АТД Сталинградской области на 1 октября 1938 года | АТД Сталинградской области на 1 октября 1938 года |
| №                                                             | Город/Район                                       | Центр                                             | Сельсоветы, города и посёлки районного подчинения |
| ------------------------------------------------------------- | ------------------------------------------------- | ------------------------------------------------- | --- |
| 1                                                             | Сталинград                                        |                                                   | — |
| 2                                                             | Астрахань                                         |                                                   | — |
| 1                                                             | Алексеевский                                      | станица Алексеевская                              | |
| 2                                                             | Балыклейский                                      | село Горный Балыклей                              | Варькинский, Горно-Балыклейский, Горно-Пролейский, Грязновский, Караваинский, Липовский, Ново-Александровский, Ново-Георгиевский, Полунинский, Романовский, Семеновский, Суводский, Усть-Погожский, Ягодновский |
| 3                                                             | Берёзовский                                       | станица Берёзовская                               | Атамановский, Берёзовский, Кувшиновский, Кудиновский, Ловягинский, Больше-Лычакский, Малодельский, Муравлевский, Перелазовский                                                                                  |
| 4                                                             | Бударинский                                       | станица Бударинская                               | |
| 5                                                             | Быковский                                         | село Быково                                       | |
| 6                                                             | Верхне-Курмоярский                                | станица Верхне-Курмоярская                        | |
| 7                                                             | Ворошиловский                                     | село Гнило                                        | |
| 8                                                             | Вязовский                                         | село Вязовка                                      | |
| 9                                                             | Городищенский                                     | село Городище                                     | |
| 10                                                            | Даниловский                                       | село Даниловка                                    | |
| 11                                                            | Добринский                                        | село Добринка                                     | |
| 12                                                            | Дубовский                                         | город Дубовка                                     | |
| 13                                                            | Еланский                                          | село Елань                                        | |
| 14                                                            | Ждановский                                        | село Котово                                       | |
| 15                                                            | Иловлинский                                       | станица Иловлинская                               | |
| 16                                                            | Кагановичский                                     | хутор Суровикино                                  | |
| 17                                                            | Кайсацкий                                         | село Кайсацкое                                    | |
| 18                                                            | Калачёвский                                       | хутор Калачевский                                 | |
| 19                                                            | Калининский                                       | село Панфилово                                    | |
| 20                                                            | Камышинский                                       | город Камышин                                     | |
| 21                                                            | Киквидзенский                                     | село Киквидзе                                     | |
| 22                                                            | Клетский                                          | станица Клетская                                  | |
| 23                                                            | Комсомольский                                     | станица Сергиевская                               | |
| 24                                                            | Котельниковский                                   | рабочий посёлок Котельниковский                   | |
| 25                                                            | Красноармейский                                   | село Большие Чапурники                            | |
| 26                                                            | Краснослободский                                  | рабочий посёлок Красная Слобода                   | |
| 27                                                            | Кругловский                                       | станица Усть-Бузулуцкая                           | |
| 28                                                            | Кумылженский                                      | станица Кумылженская                              | |
| 29                                                            | Лемешкинский                                      | село Лемешкино                                    | |
| 30                                                            | Ленинский                                         | село Ленинское                                    | |
| 31                                                            | Логовский                                         | хутор Логовский                                   | |
| 32                                                            | Мачушанский                                       | село Мачеха                                       | |
| 33                                                            | Михайловский                                      | рабочий посёлок Михайловка                        | |
| 34                                                            | Молотовский                                       | село Красный Яр                                   | |
| 35                                                            | Неткачевский                                      | село Мокрая Ольховка                              | |
| 36                                                            | Нехаевский                                        | станица Нехаевская                                | |
| 37                                                            | Нижне-Чирский                                     | станица Нижняя-Чирская                            | |
| 38                                                            | Николаевский                                      | рабочий посёлок Николаевск                        | |
| 39                                                            | Ново-Анненский                                    | рабочий посёлок Ново-Анненский                    | |
| 40                                                            | Ново-Николаевский                                 | станица Ново-Николаевская                         | |
| 41                                                            | Ольховский                                        | село Ольховка                                     | |
| 42                                                            | Перелазовский                                     | хутор Перелазовский                               | |
| 43                                                            | Подтёлковский                                     | станица Слащёвская                                | |
| 44                                                            | Пролейский                                        | село Луговая Пролейка                             | |
| 45                                                            | Раковский                                         | хутор Раковка                                     | |
| 46                                                            | Руднянский                                        | село Рудня-Камышинская                            | |
| 47                                                            | Серафимовичский                                   | город Серафимович                                 | |
| 48                                                            | Сиротинский                                       | станица Сиротинская                               | |
| 49                                                            | Солодчинский                                      | село Солодча                                      | |
| 50                                                            | Средне-Ахтубинский                                | село Средняя Ахтуба                               | |
| 51                                                            | Тормосиновский                                    | хутор Тормосин                                    | |
| 52                                                            | Урюпинский                                        | город Урюпинск                                    | |
| 53                                                            | Фроловский                                        | город Фролово                                     | |
| 54                                                            | Фрунзенский                                       | хутор Зимняцкий                                   | |
| 55                                                            | Хопёрский                                         | станица Михайловская                              | |
| 56                                                            | Черно-Ярский                                      | село Чёрный Яр                                    | см. АТД Астраханской области |
| 57                                                            | Чернышковский                                     | хутор Чернышковский                               | |
| 58                                                            | Эльтонский                                        | село Эльтон                                       | |
| Астраханский округ (административный центр — город Астрахань) |                                                   |                                                   | |
| 1                                                             | Владимировский                                    | село Владимировка                                 | Болхунский |
| 2                                                             | Володарский                                       | село Володаровка                                  | |
| 3                                                             | Енотаевский                                       | село Енотаевка                                    | |
| 4                                                             | Икрянинский                                       | село Икряное                                      | |
| 5                                                             | Камызякский                                       | село Камызяк                                      | |
| 6                                                             | Красноярский                                      | село Красный Яр                                   | |
| 7                                                             | Наримановский                                     | село Зацарёво                                     | |
| 8                                                             | Харабалинский                                     | село Харабали                                     | |

На 1 января 1941 года в Сталинградскую область входили 1 округ, 58 районов, 1 город областного подчинения и 1 город окружного подчинения
| Изменения в АТД Сталинградской области на 1 января 1941 года | Изменения в АТД Сталинградской области на 1 января 1941 года | Изменения в АТД Сталинградской области на 1 января 1941 года | Изменения в АТД Сталинградской области на 1 января 1941 года |
| N                                                            | Город/Район                                                  | Центр                                                        | Сельсоветы, города и посёлки районного подчинения            |
| ------------------------------------------------------------ | ------------------------------------------------------------ | ------------------------------------------------------------ | ------------------------------------------------------------ |
| 4                                                            | Бударинский                                                  | хутор Черкесовский                                           |                                                              |
| 7                                                            | Ворошиловский                                                | село Аксай                                                   |                                                              |
| 18                                                           | Калачёвский                                                  | хутор Калач-на-Дону                                          |                                                              |
| 32                                                           | Мачешанский                                                  | село Мачеха                                                  |                                                              |
| 45                                                           | Раковский                                                    | хутор Сухов 2-й                                              |                                                              |
| 58                                                           | Эльтонский                                                   | село Житкур                                                  |                                                              |
| Астраханский округ                                           |                                                              |                                                              |                                                              |
| 1                                                            | Астрахань                                                    |                                                              |                                                              |

7 сентября 1941 года из состава упразднённой АССР Немцев Поволжья переданы Гмелинский, Добринский, Иловатский, Палласовский, Старо-Полтавский, Франкский, Эрленбахский районы. Таким образом количество районов достигло 65.
| Районы, переданные из АССР Немцев Поволжья | Районы, переданные из АССР Немцев Поволжья | Районы, переданные из АССР Немцев Поволжья | Районы, переданные из АССР Немцев Поволжья        |
| N                                          | Город/Район                                | Центр                                      | Сельсоветы, города и посёлки районного подчинения |
| ------------------------------------------ | ------------------------------------------ | ------------------------------------------ | ------------------------------------------------- |
| 59                                         | Гмелинский                                 | посёлок Гмелинка                           |                                                   |
| 60                                         | Добринский                                 | село Добринка                              |                                                   |
| 61                                         | Иловатский                                 | село Иловатка                              |                                                   |
| 62                                         | Палласовский                               | рабочий посёлок Палласовка                 |                                                   |
| 63                                         | Старо-Полтавский                           | село Старая Полтавка                       |                                                   |
| 64                                         | Франкский                                  | село Гуссенбах                             |                                                   |
| 65                                         | Эрленбахский                               | село Обердорф                              |                                                   |

11 апреля 1942 года Франкский район переименован в Медведицкий район (с центром в с. Медведица (Медведицкое)), Эрленбахский район переименован в Ременниковский район (центр — с. Ременниково). При этом административные центры перенесены в новые населённые пункты (либо сами АЦ переименованы).
27 декабря 1943 года упразднён Астраханский округ, его районы переданы в состав новообразованной Астраханской области; из состава упразднённой Калмыцкой АССР переданы Мало-Дербетовский (центр — с. Малые Дербеты) и Сарпинский районы (центр — с. Садовое). Таким образом, количество районов увеличилось до 67.
11 мая 1943 года Камышин отнесён к категории городов областного подчинения (стало 2).
4 сентября 1945 года к категории городов республиканского подчинения отнесен Сталинград.
1.01.1947 67 районов, 1 город республиканского подчинения, 1 город областного подчинения:
1.Алексеевский — ст-ца Алексеевская
2.Балыклейский — с. Горный Балыклей
3.Березовский — ст-ца Березовская
4.Бударинский — х. Черкесовский
5.Быковский — с. Быково
6.Верхне-Курмоярский — ст-ца Верхне-Курмоярская
7.Ворошиловский — с. Аксай
8.Вязовский — с. Вязовка
9.Гмелинский — п. Гмелинка
10.Городищенский — с. Городище
11.Даниловский — с. Даниловка
12.Добринский — с. Добринка
13.Дубовский — г. Дубовка
14.Еланский — с. Елань
15.Ждановский — с. Котово
16.Иловатский — с. Иловатка
17.Иловлинский — с. Иловлинская
18.Кагановичский — х. Суровикино
19.Кайсацкий — с. Кайсацкое
20.Калачевский — х. Калач-на-Дону
21.Калининский — с. Панфилово
22.Камышинский — г. Камышин
23.Киквидзенский — с. Киквидзе
24.Клетский — ст-ца Клетская
25.Комсомольский — ст-ца Сергиевская
26.Котельниковский — рп. Котельниковский
27.Красноармейский — с. Большие Чапурники
28.Краснослободский — рп. Красная Слобода
29.Кругловский — ст-ца Усть-Бузулуцкая
30.Кумылженский — ст-ца Кумылженская
31.Лемешкинский — с. Лемешкино
32.Ленинский — с. Ленинск
33.Логовский — х. Логовский
34.Мало-Дербетовский — с. Малые Дербеты
35.Мачешанский — с. Мачеха
36.Медведицкий — с. Медведицкое
37.Михайловский — рп. Михайловка
38.Молотовский — с. Красный Яр
39.Неткачевский — с. Мокрая Ольховка
40.Нехаевский — ст-ца Нехаевская
41.Нижне-Добринский — с. Добринка
42.Нижне-Чирский — ст-ца Нижне-Чирская
43.Николаевский — рп. Николаевский
44.Ново-Анненский — рп. Ново-Анненский
45.Ново-Николаевский — ст-ца Ново-Николаевская
46.Ольховский — с. Ольховка
47.Палласовский — рп. Палласовка
48.Перелазовский — х. Перелазовский
49.Подтелковский — ст-ца Слащевская
50.Пролейский — с. Луговая Пролейка
51.Раковский — х. Сухов 2-й
52.Ременниковский — с. Ременниково
53.Руднянский — с. Рудня-Камышинская
54.Сарпинский — с. Садовое
55.Серафимовичский — г. Серафимович
56.Сиротинский — ст-ца Сиротинская
57.Солодчинский — с. Солодча
58.Средне-Ахтубинский — с. Средняя Ахтуба
59.Старо-Полтавский — с. Старая Полтавка
60.Тормосиновский — х. Тормосин
61.Урюпинский — г. Урюпинск
62.Фроловский — г. Фролово
63.Фрунзенский — х. Зимняцкий
64.Хоперский — ст-ца Михайловская
65.Черно-Ярский — с. Чёрный Яр
66.Чернышковский — х. Чернышковский
67.Эльтонский — с. Житкур
1.Сталинград
1.Камышин
2 октября 1947 центр Ворошиловского района перенесен в п. Кругляков [67]
27 июля 1950 упразднены Верхне-Курмоярский, Гмелинский, Кайсацкий, Мало-Дербетовский, Нижне-Добринский, Ременниковский, Сиротинский, Тормосиновский, Черно-Ярский, Эльтонский районы [57]
6 января 1954 в состав Балашовской области переданы Бударинский, Вязовский, Добринский, Еланский, Киквидзенский, Лемешкинский,  Мачешанский, Нехаевский, Ново-Николаевский, Руднянский, Урюпинский, Хопёрский районы.
6 января 1954 в состав Каменской области переданы Нижне-Чирский, Перелазовский, Серафимовичский, Чернышковский районы.
6.01.1954 41 район, 1 город республиканского подчинения, 1 город областного подчинения:
1.Алексеевский — ст-ца Алексеевская
2.Балыклейский — с. Горный Балыклей
3.Березовский — ст-ца Березовская
4.Быковский — с. Быково
5.Ворошиловский — п. Кругляков
6.Городищенский — с. Городище
7.Даниловский — с. Даниловка
8.Дубовский — г. Дубовка
9.Ждановский — с. Котово
10.Иловатский — с. Иловатка
11.Иловлинский — с. Иловлинская
12.Кагановичский — пгт. Суровикино
13.Калачевский — г. Калач-на-Дону
14.Калининский — с. Панфилово
15.Камышинский — г. Камышин
16.Клетский — ст-ца Клетская
17.Комсомольский — ст-ца Сергиевская
18.Котельниковский -пгт. Котельниковский (г. Котельниково)
19.Красноармейский — с. Светлый Яр
20.Краснослободский — пгт. Красная Слобода
21.Кругловский — ст-ца Усть-Бузулуцкая
22.Кумылженский — ст-ца Кумылженская
23.Ленинский — с. Ленинск
24.Логовский — х. Логовский
25.Медведицкий — с. Медведицкое
26.Михайловский — г. Михайловка
27.Молотовский — с. Красный Яр
28.Неткачевский — с. Мокрая Ольховка
29.Николаевский — пгт. Николаевский
30.Ново-Анненский — пгт. Ново-Анненский
31.Ольховский — с. Ольховка
32.Палласовский — пгт. Палласовка
33.Подтелковский — ст-ца Слащевская
34.Пролейский — с. Луговая Пролейка
35.Раковский — х. Сухов 2-й
36.Сарпинский — с. Садовое
37.Солодчинский — с. Солодча
38.Средне-Ахтубинский — с. Средняя Ахтуба
39.Старо-Полтавский — с. Старая Полтавка
40.Фроловский — г. Фролово
41.Фрунзенский — х. Зимняцкий
1.Сталинград
1.Камышин
22 июля 1954 к категории городов областного подчинения отнесен Волжский [2]
23 июня 1955 из состава Каменской области переданы Перелазовский и Серафимовичский районы [43]
42.Перелазовский — х. Перелазовский
43.Серафимовичский — г. Серафимович
1956 упразднены Краснослободский, Неткачевский, Раковский район [40]
9 января 1957 в состав Калмыцкой АО передан Сарпинский район [39]
10.08.1957 Кагановичский район переименован в Суровикинский район, Молотовский район переименован в Красноярский район [39]
38.Красноярский- с. Красный Яр
39.Суровикинский — пгт. Суровикино.
19 ноября 1957 года из состава упраздненной Балашовской области переданы город областного подчинения Урюпинск и Бударинский, Вязовский, Добринский, Еланский, Киквидзенский, Лемешкинский, Мачешанский, Нехаевский, Ново-Николаевский, Руднянский, Урюпинский, Хопёрский районы.
19 ноября 1957 из состава упраздненной Каменской области переданы Нижне-Чирский и Чернышковский районы [53]
29 ноября 1957 Ворошиловский район переименован в Октябрьский район [53]
53.Октябрьский — п. Октябрьский
1.03.1958 53 района, 1 город республиканского подчинения, 3 города областного подчинения:
1.Алексеевский — ст-ца Алексеевская
2.Балыклейский — с. Горный Балыклей
3.Березовский — ст-ца Березовская
4.Бударинский — х. Черкесовский
5.Быковский — с. Быково
6.Вязовский — с. Вязовка
7.Городищенский — с. Городище
8.Даниловский — с. Даниловка
9.Добринский — с. Добринка
10.Дубовский — г. Дубовка
11.Еланский — с. Елань
12.Ждановский — пгт. Котово
13.Иловатский — с. Иловатка
14.Иловлинский — с. Иловлинская
15.Калачевский — г. Калач-на-Дону
16.Калининский — с. Панфилово
17.Камышинский — г. Камышин
18.Киквидзенский — с. Киквидзе
19.Клетский — ст-ца Клетская
20.Комсомольский — ст-ца Сергиевская
21.Котельниковский — г. Котельниково
22.Красноармейский — с. Светлый Яр
23.Красноярский- пгт. Красный Яр
24.Кругловский — ст-ца Усть-Бузулуцкая
25.Кумылженский — ст-ца Кумылженская
26.Лемешкинский — с. Лемешкино
27.Ленинский — с. Ленинск
28.Логовский — х. Логовский
29.Мачешанский — с. Мачеха
30.Медведицкий — пгт. Линево
31.Михайловский — г. Михайловка
32.Нехаевский — ст-ца Нехаевская
33.Нижне-Чирский — ст-ца Нижне-Чирская
34.Николаевский — пгт. Николаевский
35.Ново-Анненский — г. Ново-Анненский
36.Ново-Николаевский — пгт Ново-Николаевский
37.Октябрьский — п. Октябрьский
38.Ольховский — с. Ольховка
39.Палласовский — пгт. Палласовка
40.Перелазовский — х. Перелазовский
41.Подтелковский — ст-ца Слащевская
42.Пролейский — с. Луговая Пролейка
43.Руднянский — с. Рудня Камышинская
44.Серафимовичский — г. Серафимович
45.Солодчинский — с. Солодча
46.Средне-Ахтубинский — с. Средняя Ахтуба
47.Старо-Полтавский — с. Старая Полтавка
48.Суровикинский — пгт. Суровикино
49.Урюпинский — г. Урюпинск
50.Фроловский — г. Фролово
51.Фрунзенский — х. Зимняцкий
52.Хоперский — ст-ца Михайловская
53.Чернышковский — х. Чернышковский
1.Сталинград
1.Волжский 2.Камышин 3.Урюпинск
3 июня 1958 к категории городов областного подчинения отнесен город республиканского подчинения Сталинград[4]
14.08.1959 упразднены Комсомольский, Лемешкинский, Мачешанский, Перелазовский, Хоперский районы; вместо Медведицкого района образован Жирновский район [48]
48.Жирновский — г. Жирновск
27 ноября 1959 вместо Пролейского района образован Приморский район[48]
48.Приморский — п. Приморск
10 августа 1960 Красноармейский район переименован в Светлоярский район [48]
48.Светлоярский — пгт. Светлый Яр
10 августа 1960 упразднены Бударинский, Подтелковский районы [46]
10.11.1961 город областного подчинения Сталинград переименован в Волгоград[4]
1.01.1962 46 районов, 4 города областного подчинения:
1.Алексеевский — ст-ца Алексеевская
2.Балыклейский — с. Горный Балыклей
3.Березовский — ст-ца Березовская
4.Быковский — пгт. Быково
5.Вязовский — с. Вязовка
6.Городищенский — пгт. Городище
7.Даниловский — с. Даниловка
8.Добринский — с. Добринка
9.Дубовский — г. Дубовка
10.Еланский — пгт. Елань
11.Ждановский — пгт. Котово
12.Жирновский — г. Жирновск
13.Иловатский — с. Иловатка
14.Иловлинский — пгт. Иловля
15.Калачевский — г. Калач-на-Дону
16.Калининский — с. Панфилово
17.Камышинский — г. Камышин
18.Киквидзенский — пгт. Киквидзе
19.Клетский — ст-ца Клетская
20.Котельниковский — г. Котельниково
21.Красноярский- пгт. Красный Яр
22.Кругловский — ст-ца Усть-Бузулуцкая
23.Кумылженский — ст-ца Кумылженская
24.Ленинский — пгт. Ленинск
25.Логовский — пгт. Лог
26.Михайловский — г. Михайловка
27.Нехаевский — ст-ца Нехаевская
28.Нижнечирский — пгт. Нижний Чир
29.Николаевский — пгт. Николаевский
30.Новоаннинский — г. Новоаннинский
31.Новониколаевский — пгт Новониколаевский
32.Октябрьский — пгт. Октябрьский
33.Ольховский — с. Ольховка
34.Палласовский — пгт. Палласовка
35.Приморский — пгт. Приморск
36.Руднянский — пгт. Рудня
37.Светлоярский — пгт. Светлый Яр
38.Серафимовичский — г. Серафимович
39.Солодчинский — с. Солодча
40.Среднеахтубинский — пгт. Средняя Ахтуба
41.Старополтавский — с. Старая Полтавка
42.Суровикинский — пгт. Суровикино
43.Урюпинский — г. Урюпинск
44.Фроловский — г. Фролово
45.Фрунзенский — х. Зимняцкий
46.Чернышковский — х. Чернышковский
1.Волгоград 2.Волжский 3.Камышин 4.Урюпинск
1.02.1963 к категории городов областного подчинения отнесен город Михайловка [5]
1.02.1963 Ждановский район переименован в Котовский район; упразднены Алексеевский, Балыклейский, Березовский, Быковский, Вязовский, Городищенский, Даниловский, Добринский, Иловатский, Иловлинский, Калининский, Киквидзенский, Котельниковский, Красноярский, Кругловский, Кумылженский, Ленинский, Логовский, Нижнечирский, Ольховский, Приморский, Руднянский, Светлоярский, Солодчинский, Старополтавский, Фрунзенский, Чернышковский районы[19]
1.02.1963 19 районов, 5 городов областного подчинения:
1.Дубовский — г. Дубовка
2.Еланский — пгт. Елань
3.Жирновский — г. Жирновск
4.Калачевский — г. Калач-на-Дону
5.Камышинский — г. Камышин
6.Клетский — ст-ца Клетская
7.Котовский — пгт. Котово
8.Михайловский — г. Михайловка
9.Нехаевский — ст-ца Нехаевская
10.Николаевский — пгт. Николаевский
11.Новоаннинский — г. Новоаннинский
12.Новониколаевский — пгт Новониколаевский
13.Октябрьский — пгт. Октябрьский
14.Палласовский — пгт. Палласовка
15.Серафимовичский — г. Серафимович
16.Среднеахтубинский — пгт. Средняя Ахтуба
17.Суровикинский — пгт. Суровикино
18.Урюпинский — г. Урюпинск
19.Фроловский — г. Фролово
1.Волгоград 2.Волжский 3.Камышин 4.Михайловка 5.Урюпинск
4.03.1964 образованы Котельниковский, Руднянский, Старополтавский, Чернышковский районы [23]
20.Котельниковский — г. Котельниково
21.Руднянский — пгт. Рудня
22.Старополтавский — с. Старая Полтавка
23.Чернышковский — х. Чернышковский
12.01.1965 образованы Быковский, Иловлинский, Киквидзенский, Кумылженский, Светлоярский районы [28]
24.Быковский — пгт. Быково
25.Иловлинский — пгт. Иловля
26.Киквидзенский — пгт. Киквидзе
27.Кумылженский — ст-ца Кумылженская
28.Светлоярский — пгт. Светлый Яр
3 ноября 1965 образован Ленинский район [29]
29.Ленинский — г. Ленинск
30 декабря 1966 образованы Алексеевский, Даниловский, Ольховский районы [32]
30.Алексеевский — ст-ца Алексеевская
31.Даниловский — с. Даниловка
32.Ольховский — с. Ольховка
2 декабря 1970 Кумылженский район переименован в Подтелковский район [32]
32.Подтелковский — ст-ца Кумылженская
21.06.1976 к категории городов областного подчинения отнесен город Фролово [6]
23.03.1977 образован Городищенский район [33]
33.Городищенский — пгт. Городище
28 июля 1994 Подтелковский район переименован в Кумылженский район [33]
33 района, 6 городов областного подчинения:
1.Алексеевский — ст. Алексеевская
2.Быковский — пгт. Быково
3.Городищенский- пгт. Городище
4.Даниловский — пгт. Даниловка
5.Дубовский — г. Дубовка
6.Еланский — пгт. Елань
7.Жирновский — г. Жирновск
8.Иловлинский — пгт. Иловля
9.Калачевский — г. Калач-на-Дону
10.Камышинский — г. Камышин
11.Киквидзенский — с. Киквидзе
12.Клетский — ст. Клетская
13.Котельниковский — г. Котельниково
14.Котовский — г. Котово
15.Кумылженский — ст. Кумылженская
16.Ленинский — г. Ленинск
17.Михайловский — г. Михайловка
18.Нехаевский — ст. Нехаевская
19.Николаевский — г. Николаев
20.Новоаннинский — г. Новоаннинский
21.Новониколаевский — пгт. Новониколаевский
22.Октябрьский — пгт. Октябрьский
23.Ольховский — с. Ольховка
24.Палласовский — г. Палласовка
25.Руднянский — пгт. Рудня
26.Светлоярский — пгт. Светлый Яр
27.Серафимовичский — г. Серафимович
28.Среднеахтубинский — пгт. Средняя Ахтуба
29.Старополтавский — ст. Старая Полтавка
30.Суровикинский — г. Суровикино
31.Урюпинский — г. Урюпинск
32.Фроловский — г. Фролово
33.Чернышковский — пгт. Чернышковский
1.Волгоград 2.Волжский 3.Камышин 4.Михайловка 5.Урюпинск 6.Фролово

### Территориальные округа
Кроме административно-территориальных единиц с 2001 по 2010 годы существовали региональные округа, созданные согласно постановлению главы администрации Волгоградской области Николая Максюты. Целью их создания было «укрепление вертикали власти для эффективной реализации главой администрации Волгоградской области своих полномочий, обеспечение взаимодействия органов государственной власти Волгоградской области с муниципальными образованиями, усиление контроля за исполнением решений главы администрации Волгоградской области». К 2010 году в области существовало 10 региональных округов:
| №  | Региональный округ | Состав округа |
| -- | ------------------ | --- |
| 1  | Волжский           | Среднеахтубинский муниципальный район, городской округ город Волжский                                                                                                   |
| 2  | Иловлинский        | Городищенский муниципальный район, Дубовский муниципальный район, Иловлинский муниципальный район, Суровикинский муниципальный район, Чернышковский муниципальный район |
| 3  | Калачевский        | Калачёвский муниципальный район, Котельниковский муниципальный район, Октябрьский муниципальный район, Светлоярский муниципальный район                                 |
| 4  | Камышинский        | Камышинский муниципальный район, городской округ город Камышин |
| 5  | Волгоградский      | городской округ город-герой Волгоград |
| 6  | Михайловский       | Клетский муниципальный район, Кумылженский муниципальный район, Серафимовичский муниципальный район, городской округ город Михайловка                                   |
| 7  | Новоаннинский      | Даниловский муниципальный район, Еланский муниципальный район, Киквидзенский муниципальный район, Новоаннинский муниципальный район, Руднянский муниципальный район     |
| 8  | Палласовский       | Быковский муниципальный район, Ленинский муниципальный район, Николаевский муниципальный район, Палласовский муниципальный район, Старополтавский муниципальный район   |
| 9  | Урюпинский         | Алексеевский муниципальный район, Нехаевский муниципальный район, Новониколаевский муниципальный район, Урюпинский муниципальный район, городской округ город Урюпинск  |
| 10 | Фроловский         | Жирновский муниципальный район, Котовский муниципальный район, Ольховский муниципальный район, Фроловский муниципальный район, городской округ город Фролово            |

В январе 2010 года Анатолий Бровко упразднил отделы по работе с муниципальными образованиями аппарата главы региона, тем самым ликвидировав систему полномочных представителей главы администрации в территориальных округах области.

### Нормативно-правовые акты
- Закон Волгоградской области от 7.10.1997 «Об административно-территориальном устройстве Волгоградской области» № 139-ОД (редакция 1997 года)
- Устав (Основной закон) Волгоградской области от 17 июля 1996 г. N 73-ОД (редакция 2006 года)